# Pandémie de Covid-19 à Taïwan
La pandémie de Covid-19 se propage à Taïwan à partir du 21 janvier 2020, date à laquelle est confirmé le premier cas de Covid-19.
Afin de coordonner la gestion de crise sanitaire à l'échelle nationale, l'agence nationale des Centres de contrôle des maladies et le gouvernement taïwanais activent le Central Epidemic Command Center (CECC) en s'appuyant sur l'expérience acquise après l'épidémie de SRAS de 2003.
Le centre du commandement du CECC a ainsi mis en place une centaine de mesures pendant le mois suivant son activation, en particulier concernant le contrôle et le filtrage aux frontières, l'identification des cas, leur traçage numérique des contacts et les modalités des mises en quarantaine. Outre la restriction des rassemblements, la rapidité de réaction permet d'éviter la mise en place d'un confinement de la population. Le plus haut nombre de cas actifs relevé pendant la première année s'élève à 311 cas début avril 2020, tandis que le nombre d'infections locales a quasiment été réduit à zéro, avec aucun cas recensé pendant huit mois. La gestion de la lutte contre la pandémie à Taïwan est alors citée parmi les plus efficaces à l'échelle mondiale.
Le contrôle aux frontières de Taïwan est graduellement renforcé, les premières interdictions d'entrée sur le territoire étant établies quelques jours après le premier cas taïwanais confirmé, vis-à-vis de la région de Wuhan en Chine continentale, lieu des premiers signalements de Covid-19. À partir du 19 mars, les frontières nationales sont fermées à tout ressortissant étranger, sauf exceptions particulières. Les déplacements internationaux des ressortissants taïwanais sont quant à eux fortement déconseillés à partir du lendemain, dans la limite du strict nécessaire. Les mesures seront par la suite progressivement levées pour certaines catégories de voyageurs spécifiques, étant donné l'évolution du bilan sanitaire, la dernière infection locale ayant alors été enregistrée au mois d'avril.
Devant la hausse de cas importés depuis le mois de septembre 2020, majoritairement imputée aux mouvements de personnes de retour d'un séjour à l'étranger, l'entrée sur le territoire taïwanais est conditionnée à partir du 1er décembre à la présentation d'une preuve d'un dépistage négatif. Le 22 décembre, un cas d'infection local est néanmoins détecté, le premier depuis plus de huit mois. Par ailleurs, après la détection d'un cas lié au variant Alpha, une nouvelle période de fermeture des frontières nationales est instaurée le 1er janvier 2021.
Après la découverte d'un foyer de contagion aéroportuaire, une vague de contaminations locales est rapidement constatée au mois de mai 2021, s'élevant à plusieurs centaines de cas. De nouvelles mesures sont instaurées en parallèle d'une échelle d'alerte épidémique. Les deux plus grandes municipalités de l'île, la capitale Taipei et celle voisine de Nouveau Taipei, regroupent la majorité des cas, entraînant des mesures sanitaires régionalisées, tandis que le passage des frontières nationales est à nouveau très fortement restreint.
Fin février 2023, le nombre de cas positifs recensés à Taïwan s'élève à environ dix millions, pour un total d'environ 17800 morts.

## Contexte
À la fin du mois de décembre 2019, plusieurs cas de pneumonie sont répertoriés dans la ville de Wuhan en Chine continentale. L'origine de la maladie sera identifiée comme provenant d'un nouveau coronavirus à caractère hautement contagieux.
L'île de Taïwan et la Chine continentale sont seulement séparées d'une centaine de kilomètres par le détroit de Taïwan. Par ailleurs, parmi les 23 millions de citoyens taïwanais, près de 850 000 d'entre eux vivent en Chine continentale, et 404 000 y travaillent d'après les statistiques des années 2018 et 2019. La part du tourisme chinois depuis le continent représente un flux de 2,7 millions personnes. Si l'on additionne à ces paramètres humains l'approche imminente des festivités du Nouvel An chinois, il est attendu que le taux de propagation sur le territoire taïwanais soit l'un des plus élevés sur la planète,,,. Cette prévision est détaillée par une étude de l'université Johns-Hopkins, entre autres connue pour avoir développé une carte interactive permettant de suivre en temps quasi-réel l'évolution du nombre de cas par territoire, ; selon elle, Taïwan deviendrait rapidement la deuxième région la plus affectée, derrière la Thaïlande, et devant Hong Kong, la Corée du Sud, Singapour, le Japon et Macao,. À l'inverse, l'insularité du territoire taïwanais jouerait en faveur d'une faible expansion de l'épidémie.
La gestion de crise peut s'appuyer sur l'expérience acquise après l'épidémie de SRAS ayant touché Taïwan en 2003. Cette dernière s'était conclue par 346 cas confirmés et 73 décès, soit l'un des bilans les plus lourds sur la planète,,,.

## Chronologie

### Classification
D'après le lexique utilisé par les autorités sanitaires du centre de commandement du CECC, les cas positifs confirmés de Covid-19 sont principalement classifiés en deux catégories : locaux et importés. Les cas importés désignent ceux détectés à l'entrée sur le territoire taïwanais par voie aérienne ou maritime, ainsi que ceux détectés lors du cycle de quarantaine obligatoire qui suit. Les individus ayant été infectés directement à Taïwan sont quant à eux classifiés en tant que cas locaux. Les cas de figure plus particuliers sont parfois désignés sous un statut plus nuancé : le foyer de contagion de mars 2020 au sein d'un navire de la Marine nationale en mission, les cas infectés durant un vol international en décembre 2020, ou encore les cas dont la source reste inconnue.
Pour des raisons techniques, il est temporairement impossible d'afficher le graphique qui aurait dû être présenté ici.

### Historique des premiers cas

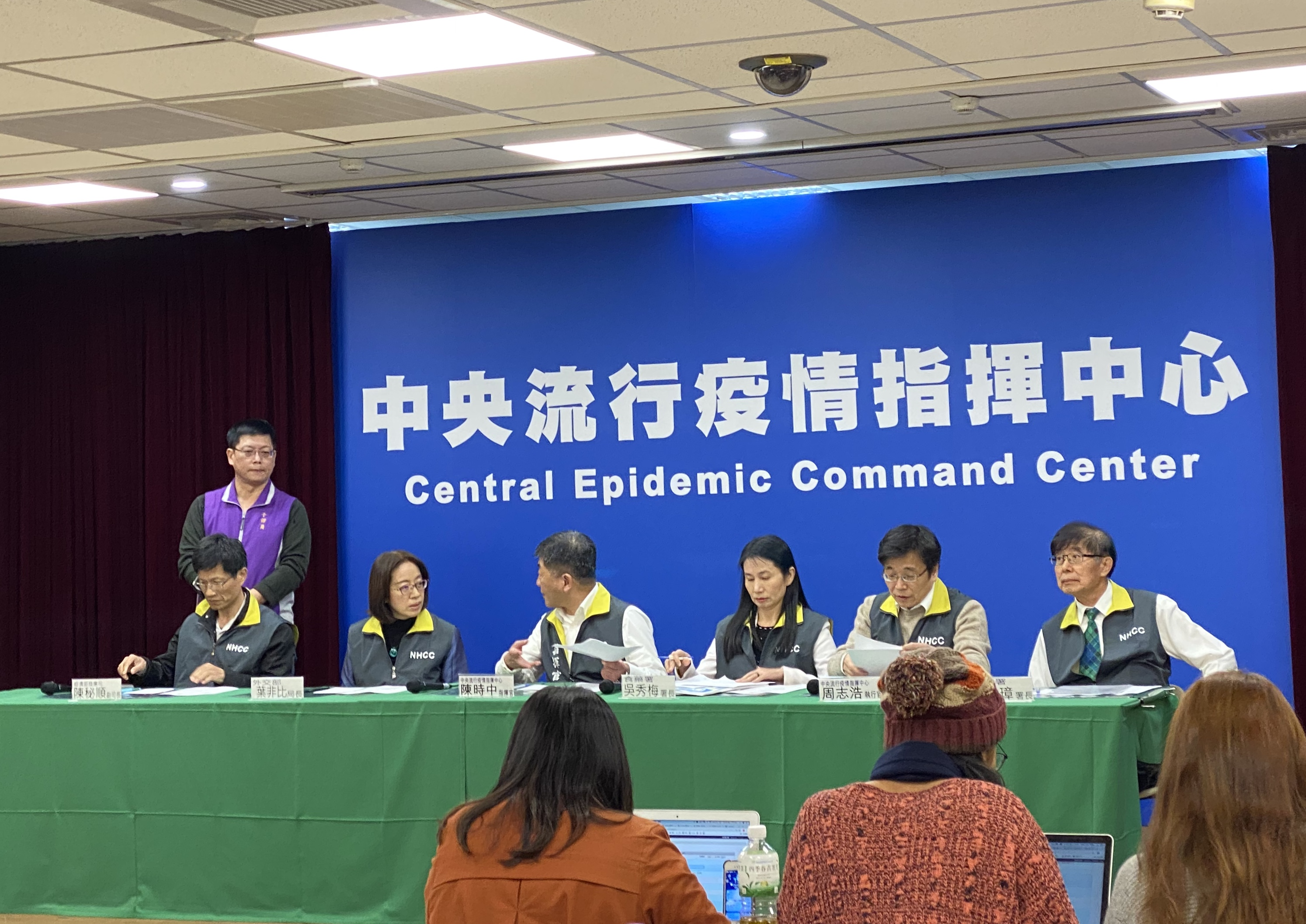
Le CECC tient une conférence de presse quotidienne, avec à sa tête Chen Shih-chung (assis, 3e à gauche).

Activé le 20 janvier 2020, le centre de commandement du CECC tient une conférence de presse journalière afin de communiquer le bilan des cas, guérisons et décès recensés sur le territoire national,,.
Le premier cas identifié de Covid-19 à Taïwan est officialisé le lendemain, le 21 janvier : il s'agit d'une ressortissante taïwanaise d'une cinquantaine d'années résidant dans le sud de l'île et travaillant à Wuhan, ayant rallié le territoire taïwanais depuis le continent la veille. Après avoir observé plusieurs des symptômes caractéristiques, elle se signale de sa propre initiative aux services médicaux de l'aéroport international de Taoyuan,,. Placée en soins et en isolation dans un hôpital local, elle sera également la première personne officiellement déclarée guérie ; elle est libérée le 6 février après une série de tests de dépistage, tous conclus sur un résultat négatif, soit 16 jours après avoir été déclarée positive à la Covid-19.
Le premier cas de contamination sur le territoire taïwanais est diagnostiqué le 28 janvier : un homme d'une cinquantaine d'années résidant dans le centre de l'île, infecté par l'intermédiaire de sa femme travaillant en Chine continentale,.
Le premier décès est confirmé le 16 février, impliquant un chauffeur de taxi de 61 ans dans le centre de l'île, n'ayant pas récemment voyagé sur le continent mais qui transportait régulièrement des personnes provenant ou allant en Chine continentale, à Hong Kong ou à Macao. Il était déjà sujet à une hépatite B et à un diabète.

### Évolution de la pandémie

#### Origine et débuts
Malgré la proximité géographique entre l'île de Taïwan et la Chine continentale et les flux migratoires importants entre ces deux territoires en matière de mobilité professionnelle et touristique, la propagation du nombre de cas à Taïwan reste modérée, à l'instar de celles de Hong Kong et de Singapour. Elle s'élève à 50 cas au 13 mars.
Les mesures prises par les agences des Centres taïwanais de contrôle des maladies, autant en anticipation ou en réaction du premier cas déclaré sur le territoire, ainsi que leur délai d'exécution rapide, permettent d'éviter la mise en place d'un confinement de la population, et d'être exempt d'un ralentissement de l'économie,,,.
Alors qu'une crainte de deuxième vague locale de cas d'infections survient en Asie dans la seconde moitié du mois de mars, le territoire de Taïwan est légèrement affecté. La majorité des cas est liée à des flux de voyageurs depuis l'extérieur de l'île, entre autres des Taïwanais de retour d'Europe et des États-Unis,,. Les seuils symboliques des 100 puis des 300 cas confirmés sont ainsi franchis le 18 et 30 mars. Cette flambée des cas confirmés conduit dès le 18 à une fermeture des frontières aux ressortissants étrangers ; 23 nouveaux cas ont en effet été recensés ce jour-là, ce qui représente alors le bilan journalier le plus haut depuis le début de l'épisode sanitaire,.
Au rapport journalier du CECC du 14 avril, aucun nouveau cas n'est enregistré pour la première fois depuis plus d'un mois, soit depuis la deuxième vague d'infections du mois de mars. 393 cas ont alors été décomptés, dont 338 « importés » et 55 « contractés localement ». Le nombre de décès s'élève quant à lui à six. Par ailleurs, environ 70 % des personnes testées positives ne présentent que de « légers symptômes » voire non perceptibles selon le rapport du lendemain.

#### Foyer de contagion de la Marine

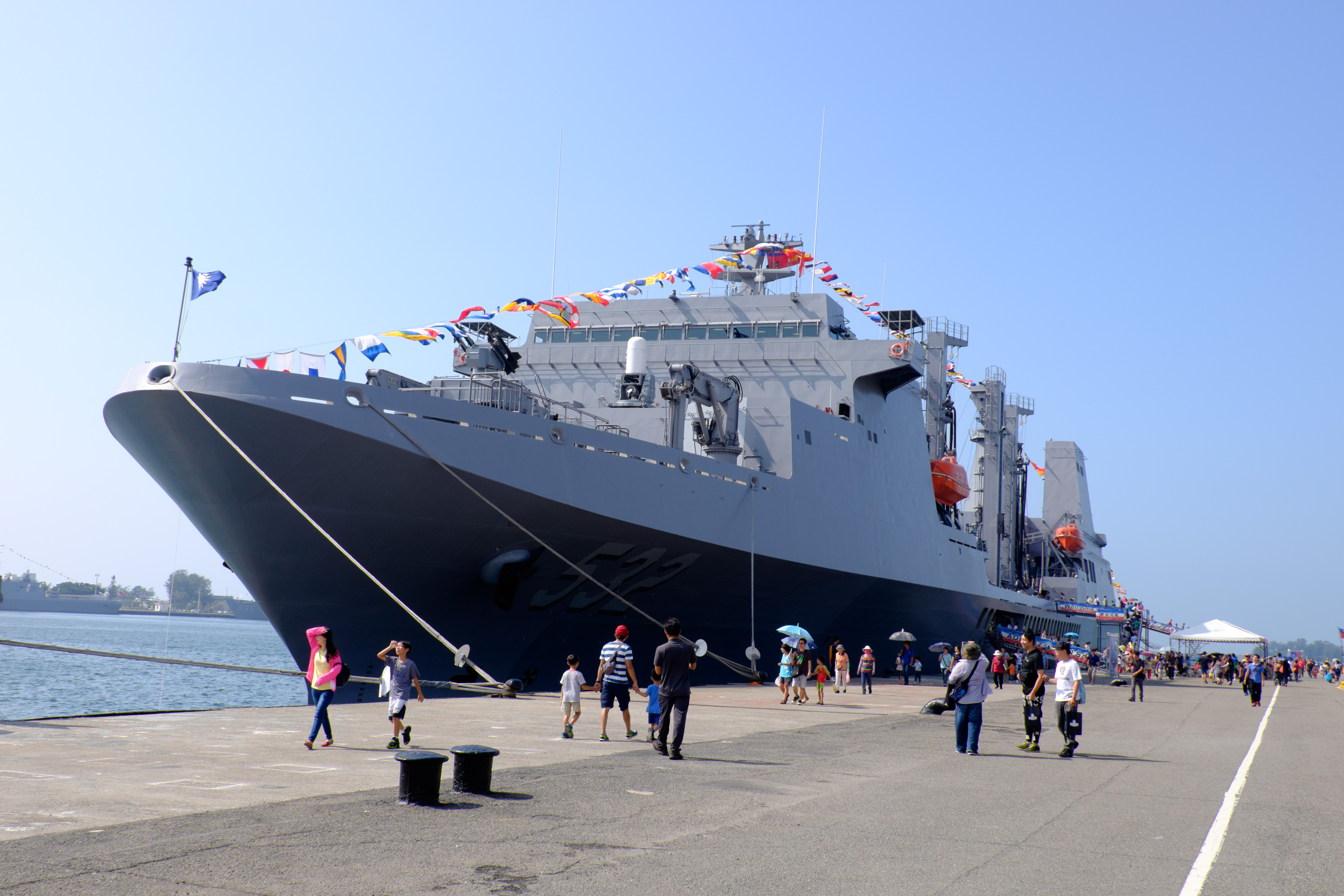
Le ROCS Pan Shi, à quai en 2015 à son port d'attache de Zuoying.

Trois cadets de la Marine âgés d'une vingtaine d'années sont diagnostiqués positifs le 18 avril au retour d'une mission, ce qui constitue les premiers cas au sein de l'Armée de la république de Chine. Ils naviguaient tous les trois à bord du même navire, le ROCS Pan Shi embarquant alors 337 personnes. La flotte Dunmu, constituée du navire auxiliaire-ravitailleur ROCS Pan Shi, de la frégate ROCS Yueh Fei et de la frégate ROCS Kang Ding et embarquant au total environ 750 personnes, était de retour de mission pour une formation aux Palaos à la mi-mars. Une fois à quai sur la base navale de Zuoying, une quarantaine est mise en place afin de respecter un délai de 30 jours depuis leur départ du territoire des Palaos, malgré l'absence de cas recensés sur l'archipel océanien. L'ensemble des passagers débarque le 15 avril alors qu'aucun d'entre eux ne présente de symptôme caractéristique. Après la détection de ces trois cas trois jours après ce débarquement, tous les passagers de la flotte Dunmu sont mis sous quarantaine et font l'objet d'un dépistage massif. 21 nouveaux cas sont ainsi confirmés le lendemain, tous étant affectés sur le Pan Shi. Alors que l'origine du foyer de contagion reste sous investigation, le ministère de la Défense nationale impose le port du masque et la prise de température régulière à l'ensemble du personnel militaire du territoire,,. Près d'une semaine après les trois premiers cas, alors que le bilan s'élève à 31 cas, aucune transmission n'a été constatée au sein des équipages des deux frégates, et aucune flambée épidémique ne semble avoir eu lieu au sein de la population civile taïwanaise ainsi que sur le territoire des Palaos. La recherche de l'origine de ce foyer de contagion reste sans réponse, et ne sera pas classé en tant que cas importé ou local. Étant donné la chronologie reconstitué du premier cas, l'infection initiale remonte avant le départ de la flotte de Taïwan vers Palaos, et s'est développée pendant la mission.
Un an plus tard, étant donné que la pandémie ne montre pas de signe de ralentissement, la mission annuelle de formation des aspirants est remaniée, la flotte annulant ses traditionnelles escales chez les alliés diplomatiques de Taïwan, comme aux Palaos en 2020 avant la déclaration du foyer de contagion.

#### Stabilisation
Lors de la 100e conférence de presse du CECC du 28 avril, soit 101 jours après l'apparition du premier cas, le bilan numérique de la pandémie est commenté par le ministre Chen Shih-chung. Près de 4,8 millions de personnes présentant des syndromes suspects se sont signalées auprès des services de santé, qui ont donné lieu au dépistage de 60 956 d'entre elles, soit une part de 1,2 %. Parmi ces personnes testées, 429 ont fait l'objet d'un résultat positif, soit un pourcentage de 7 ‰. Devant ces résultats, le CECC écarte l'hypothèse d'un dépistage massif à l'échelle nationale. Sur les 429 cas confirmés, 343 sont classifiés en tant qu'« importés », 55 font l'objet d'une contamination locale, et 31 sont imputés au récent foyer de contagion de la flotte Dunmu de la Marine. Mis à part ces derniers cas, le nombre d'infections a tendance à se stabiliser à partir du mois d'avril.
Le 1er juin marque le passage sous la seuil des dix cas actifs. Par ailleurs, aucune infection locale n'a été confirmée depuis 56 jours à compter du 7 juin, soit l'équivalent de quatre périodes d'incubation de 14 jours de la Covid-19 ; cette série est l'occasion pour le CECC d'accélérer les levées de restrictions sanitaires. La fréquence des conférences de presse du centre de commandement épidémique, jusqu'ici journalière, est réduite à un rythme hebdomadaire chaque mercredi,, hors communication autour de nouveaux cas confirmés.

#### Vagues de cas importés
À partir du mois de juillet, alors que le nombre de cas enregistrés était stable, une vingtaine de cas sont recensés sur ce premier mois, concernant des voyageurs entrant sur le territoire taïwanais en provenance de l'étranger ; classifiés en tant que cas importés, la majorité des cas symptomatiques sont identifiés dès le contrôle frontaliers des aéroports,,. Le rythme de ces cas imputés aux mouvements internationaux ne s'essouffle pas les mois suivants, ce qui contribuera à l'adoption de nouvelles mesures préventives en vue de la saison hivernale
Dans la même période, un ressortissant belge entré sur le territoire le 3 mai est testé positif, dans le cadre du dépistage obligatoire avant de pouvoir entamer son voyage retour vers la Belgique ; après de premières investigations, les résultats des tests aux anticorps suggèrent la possibilité d'une infection remontant au mois de mars, période de l'apparition de premiers symptômes sans avoir donné lieu à un diagnostic ; aucune source d'infection locale ni cas de contamination n'ayant été identifié, le cas est alors classifié en tant que « source inconnue ».

#### Nouveau cas local et variants du virus détectés
Mi-décembre, plusieurs cas sont confirmés à bord d'un vol cargo : un premier cas est confirmé chez une pilote taïwanaise, puis dans un second temps chez deux de ses collègues, deux pilotes de nationalités néo-zélandaise et japonaise,. Ces derniers cas sont classifiés en tant que « infectés dans un avion ». Les investigations du CECC suggèrent que le pilote néo-zélandais, ayant transité aux États-Unis, serait la source de ce foyer de contagion,. Quelques jours plus tard, une ressortissante taïwanaise, identifiée en tant que cas contact de ce dernier pilote, est déclarée positive à la suite d'une quarantaine préventive des proches des trois pilotes et de leur dépistage ; elle représente la première infection « locale » depuis le mois d'avril.
Le 30 décembre 2020, un premier cas lié à la variante du virus variant Alpha, alors désigné en tant que « variant britannique », est déclaré, chez un ressortissant taïwanais revenant d'un séjour au Royaume-Uni ; les mesures sanitaires d'entrée sur le territoire sont drastiquement renforcées après ce cas positif.

#### Foyer de contagion d'un hôpital de Taoyuan

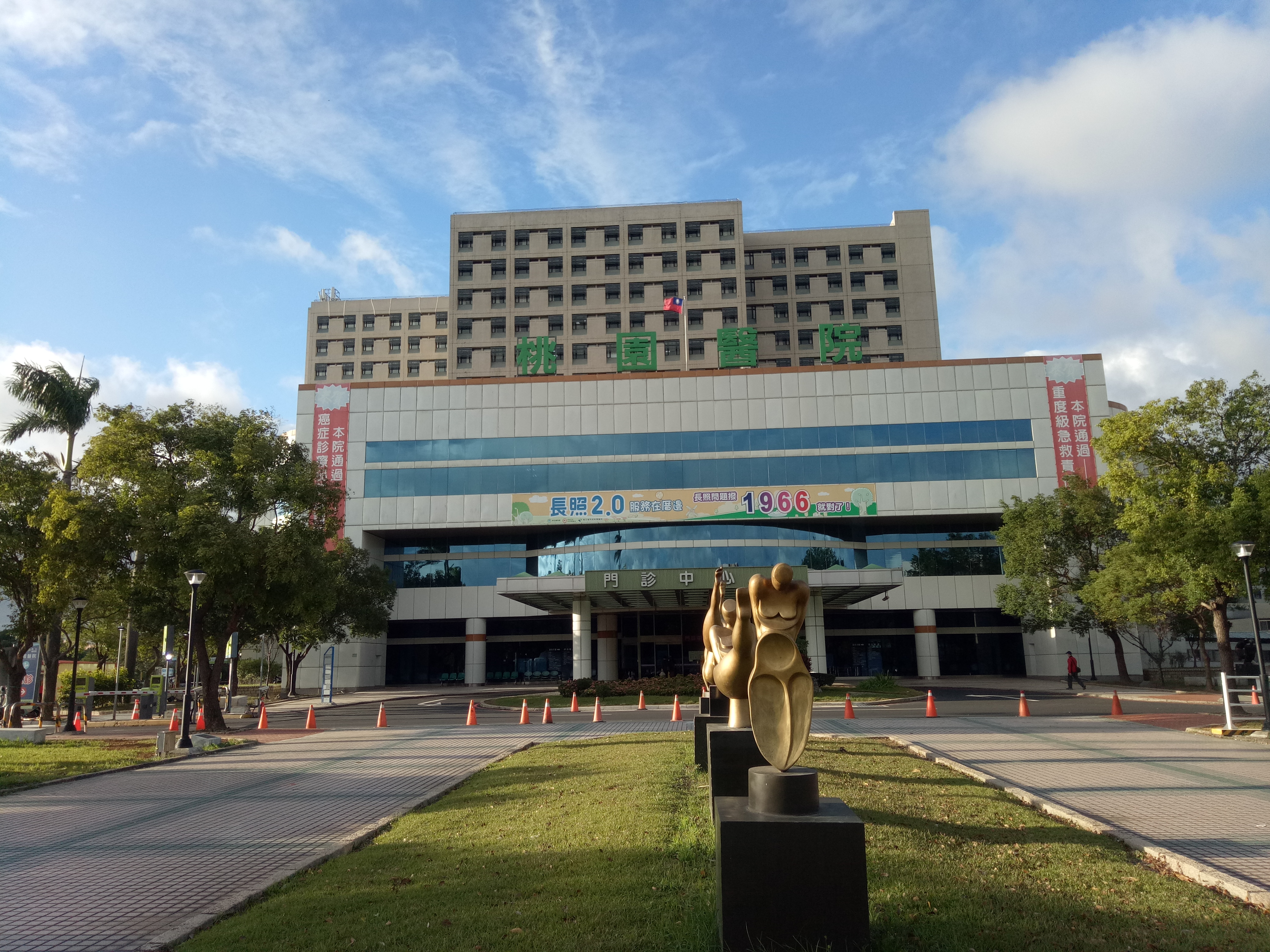
Un foyer de contagion se déclare en 1 2021 au sein de l'hôpital général de Taoyuan, conduisant à plusieurs cas locaux de Covid-19.

Au début du mois de janvier 2021, un médecin d'un hôpital du nord de l'île travaillant au contact de patients touchés par la Covid-19, ainsi que sa compagne, une infirmière, sont déclarés positifs et classifiés en tant que cas « locaux » ; ce premier représente le premier cas de figure d'une infection d'un personnel soignant via un de ses patients depuis le début de la pandémie sur le territoire. En tout, deux docteurs et quatre infirmiers, un aidant, huit parents proches de deux des infirmiers, deux patients, trois parents proches et un cas contact de ces patients sont par la suite déclarés positifs parmi les cas contacts, soit un foyer de contagion représentant un total de 21 cas ; la liste des lieux visités dans le centre-ville de Taoyuan par les premières personnes infectées est publiquement communiquée ; l'identité exacte de l'hôpital abritant ce foyer de contagion n'est pas dévoilée dans un premier temps par le CECC, souhaitant éviter « l'étiquetage public de l'ensemble du personnel et des patients ainsi que de leur entourage » d'après le commandant Chen Shih-chung, en accord avec le principe consistant à ne révéler l'identité des établissements dans ce cas de figure qu'en cas de « nécessité absolue » ; l'hôpital général de Taoyuan sera néanmoins identifié peu après, à la suite d'un lapsus involontaire lors d'une conférence de presse avant que la véracité de l'information ne soit officiellement reconnue. Après la confirmation du 5e cas domestique, un centre de commandement annexe du CECC est instauré sur l'hôpital afin de coordonner la communication et d'encadrer les mesures sanitaires particulières. Le 30 janvier, une huitième mort liée à la pandémie de Covid-19 est confirmée post-mortem dans le cadre de ce foyer de contagion nosocomial, la première depuis le mois de mai 2020. Le foyer est déclaré inactif à partir du 15 février ; parmi les 21 cas dont un décès, près de la moitié des individus a été infectée directement dans l'hôpital, le reste l'étant dans le cadre public.
En parallèle, un Britannique identifié plus tôt comme cas importé meurt le 3 février, soit le 9e décès de la Covid-19 et le 1er ressortissant étranger mort à Taïwan dans le cadre de l'épisode pandémique.

#### Foyer de contagion aéroportuaire et dans le nord de l'île
Le 20 avril 2021, deux pilotes taïwanais de la compagnie aérienne nationale China Airlines sont déclarés positifs à l'issue de leur quarantaine règlementaire de trois jours, propre au personnel navigant ; alors qu'ils reviennent d'un vol cargo en provenance des États-Unis, la source de l'infection reste dans un premier temps sous investigation. Deux jours plus tard, alors qu'un pilote indonésien d'avion-cargo de China Airlines a été déclaré positif par les autorités sanitaires australiennes, son fils résidant à Taïwan et identifié comme cas contact est dépisté et déclaré positif, classifié comme cas local, le premier sur le territoire taïwanais depuis plus de deux mois ; les études ne démontrent pas de lien direct entre les deux cas de figures bien qu'ils concernent la même compagnie aérienne dans un intervalle de temps réduit. Alors que de nouveaux cas sont décelés parmi les cas contacts, le CECC instaure un dépistage massif de près de 1 200 pilotes de la compagnie. Cette opération ainsi que celle menée sur les cas contacts révèle des cas locaux supplémentaires parmi les cas contacts, ainsi qu'à de nouveaux cas positifs parmi les pilotes de China Airlines. Au total, vingt-deux cas locaux pour treize à l'origine encore en investigation, en plus du cas déclaré en Australie ; la présence d'anticorps au coronavirus SARS-CoV-2 est également révélée chez certains pilotes. Parmi les transmissions ayant conduit à des cas locaux, les liens familiaux sont dans un premier temps mis en évidence, avant qu'elles ne touchent les employés de l'hôtel Novotel de l'aéroport international de Taoyuan, en partie destiné à l'accueil des membres d'équipages de compagnies aériennes taïwanaises.
Alors que le foyer de contagion aéroportuaire lié aux pilotes de China Airlines et à l'hôtel Novotel reste actif, et devient d'ores et déjà le pire de l'épisode pandémique sur le territoire taïwanais en nombre d'infections confirmées, de nouveaux cas locaux sont décelés au nord-est de l'île, dans le comté de Yilan. Cette recrudescence conduit le CECC à instaurer le deuxième des quatre niveaux d'alerte épidémique, activé lorsque « des cas locaux dont les sources d'infection ne sont pas claires émergent »,. Quelques dizaines de cas sont également déclarés dans la municipalité de Nouveau Taipei, ainsi que dans le district de Wanhua de celle de Taipei. Grâce au séquençage de l'ADN, un lien est mis en évidence entre ces foyers du nord de l'île et le foyer aéroportuaire de Taoyuan. Le lendemain, un total de 180 cas locaux est rapporté, majoraitairement dans la capitale Taipei et la municipalité voisine de Nouveau Taipei.
Pour des raisons techniques, il est temporairement impossible d'afficher le graphique qui aurait dû être présenté ici.

Pour des raisons techniques, il est temporairement impossible d'afficher le graphique qui aurait dû être présenté ici.

### Cas annexes hors du territoire national
Alors qu'aucune contamination « locale » n'a été enregistrée sur le sol taïwanais depuis le 12 avril, plusieurs cas d'infections de personnes revenant d'un séjour à Taïwan ont été détectés par les autorités d'autres régions du monde.
Le premier cas le plus notable intervient près de deux mois après le dernier cas classifié en tant que local : les autorités sanitaires japonaises notifient leurs homologues taïwanaises le 23 juin du dépistage positif d'une étudiante à son retour de Taïwan, après un séjour dans le sud de l'île depuis fin février,. Bien que le CECC n'écarte pas la possibilité d'une infection « locale », aucune conclusion sur l'origine du cas n'est établie ; aucune contamination n'a été constatée dans son entourage. Selon les usages internationaux, ce type de cas n'est pas comptabilisé dans le bilan taïwanais tenu par le CECC, le dépistage n'ayant pas été réalisé sur le sol national.
Plusieurs nouveaux cas d'individus testés positifs après un séjour à Taïwan sont par la suite décelés. Entre autres, les autorités sanitaires thaïlandaises comptent parmi leur bilan des cas de juillet un travailleur immigré à Taïwan et de retour dans son pays d'origine. Parmi les investigations du CECC taïwanais et de son homologues thaïlandais, près de 200 individus de l'entourage de cet ouvrier sont soumis à dépistage afin de déterminer si le cas pourrait être classé comme domestique, et afin de lever toute suspicion de contamination locale,. De manière générale, ce type de cas fait l'objet d'une recherche des contacts encore présents à Taïwan, suivi d'une recherche de symptômes caractéristiques, puis généralement par une quarantaine imposée avant dépistage,, ; une étude des voyages internationaux des cas est également réalisée. Le CECC est généralement informé via les points focaux nationaux RSI, un canal de communication mis en place par le Règlement sanitaire international de l'OMS ; la notification peut également provenir directement des ambassades et bureaux de représentation de Taïwan à l'étranger, ou en prenant connaissance des communications officielles des autorités sanitaires étrangères.

## Gestion de crise

### Mesures préventives
Dans la nuit du 30 au 31 décembre 2019, un docteur des Centres taïwanais de contrôle des maladies (CDC) découvre sur PTT, l'un des plus grands bulletin board systems taïwanais, une publication reprise par plusieurs sites web chinois mettant en garde sur une maladie potentiellement dangereuse, semblable au SARS et se répandant dans la ville de Wuhan. Contrairement aux autres types de messages similaires disponibles, celle-ci insistait sur les similitudes au virus du SARS à l'origine de l'épidémie de 2003, et comprenait en annexe des documents médicaux tels qu'un scan de la poitrine d'un individu malade, un résultat d'examen d'un hôpital, ainsi que la capture d'écran de messages envoyés par un médecin à ses collègues, les avertissant de la découverte d'un virus très contagieux chez sept patients. Originellement publiée vers 2 h du matin, elle est partagée sur un groupe de discussion en ligne d'employés des CDC ; le chef-adjoint des CDC Lo Yi-chun en prend connaissance vers 3 h. Le médecin mentionné dans la publication se confirmera plus tard être Li Wenliang, ophtalmologue de l'hôpital central de Wuhan et lanceur d'alerte concernant ce nouveau type de virus. Le docteur Lo transfère rapidement le message dans un autre groupe de discussion entre officiels et experts médicaux. Dans la journée, les autorités des CDC notifient par mail l'Organisation mondiale de la santé la découverte de ce cas de figure. Marquées par le manque de transparence des autorités chinoises lors de l'épidémie de SRAS, ainsi que la mise sous silence des lanceurs d'alerte de Wuhan, les autorités taïwanaises choisissent de prendre de premières mesures préventives au niveau national, malgré les appels au calme relayés par l'OMS,,.

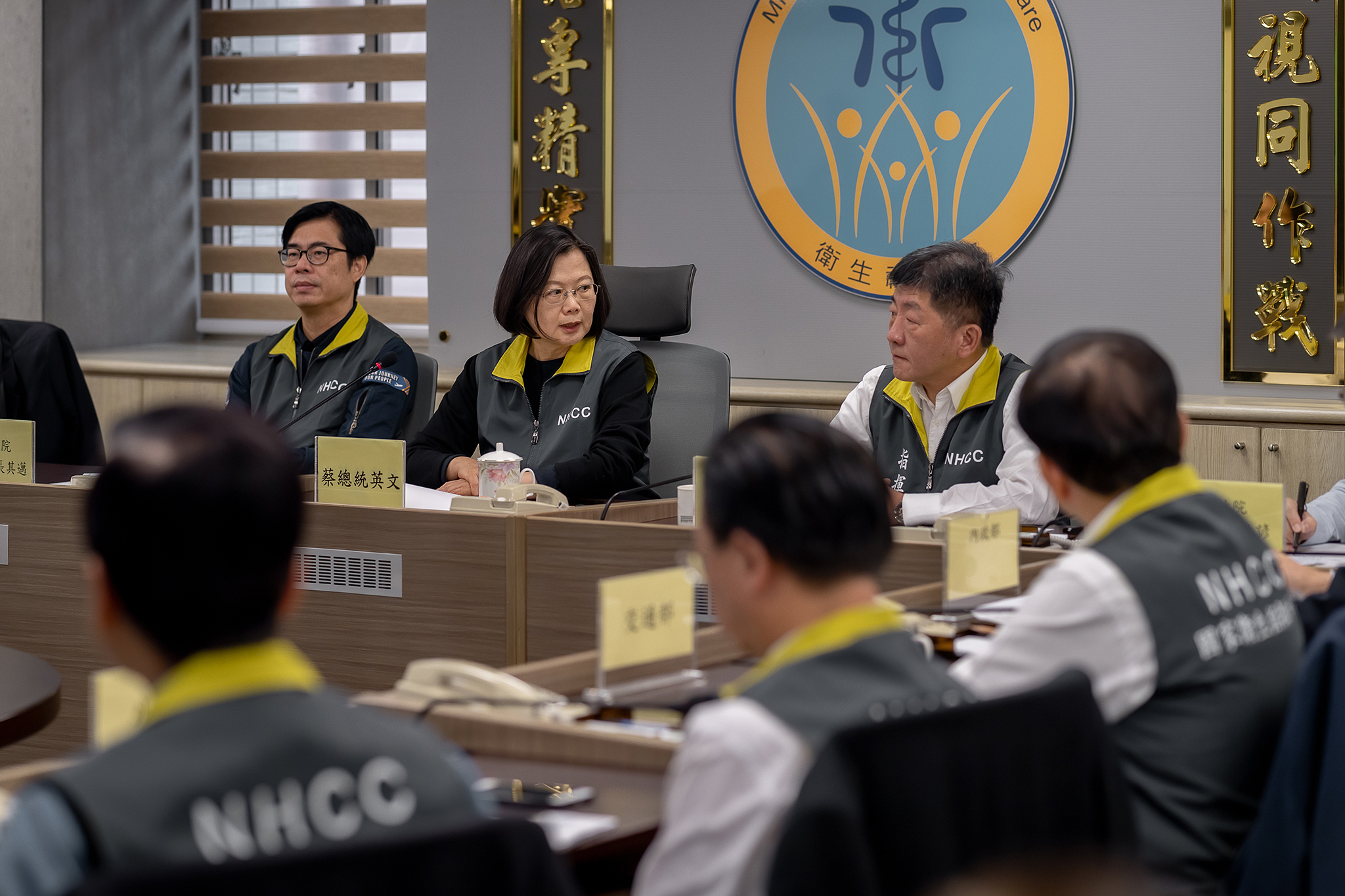
Rassemblement du CECC en présence de la présidente Tsai Ing-wen (au centre) et du ministre de la Santé et du Bien-être Chen Shih-chung (à droite).

Ainsi, dès le 31 décembre, les CDC imposent des mesures d'inspection pour tous les vols provenant de Wuhan, en réponse à cette suspicion d'épidémie de pneumonie,,,,. Une équipe d'intervention consacrée à ce phénomène épidémique est formée au sein des CDC dès le 2 janvier.
Le 5 janvier, la mesure est étendue à tout individu ayant voyagé à Wuhan dans les deux semaines et présentant une fièvre ou un syndrome respiratoire. Les résultats concernant 1 317 passagers de six vols en provenance de Wuhan et testés pour 26 virus, incluant le SARS-CoV et le MERS-CoV, dévoilent le 9 janvier plusieurs retours positifs ; les personnes sont alors placées en quarantaine.
Le gouvernement taïwanais et les Centres de contrôle des maladies activent le Central Epidemic Command Center (CECC) le 20 janvier au niveau 3, afin de coordonner la gestion de crise sanitaire à l'échelle nationale,,. En tant que division du Centre de commandement national de la santé (NHCC) consacrée à la gestion des épidémies, lui-même créé en marge de l'épidémie de SRAS en tant que division de l'agence des CDC, le centre de commandement du CECC s'appuie sur l'expérience acquise lors des différents épisodes épidémiques ayant frappé le territoire taïwanais,,,. Le CECC centralise les différentes actions et tient une conférence de presse journalière pour faire un état des lieux sur le nombre de nouveaux cas et éventuels décès et guérisons, un point détaillé sur chacune des infections, une mise à jour des restrictions des flux humains et des nouvelles mesures entreprises,. Elles contiennent également des rappels sur les règles de sécurité ainsi que sur les comportements-barrière qui sont particulièrement respectées ; le port du masque était par exemple déjà un réflexe culturel dans le cas d'une maladie. L'activation du CECC permet également d'intégrer les ressources nationales administratives, académiques, et des secteurs privés afin de lutter contre cette nouvelle maladie.

### Mesures ultérieures au premier cas

#### Première série de mesures générales
Dans les jours suivant l'activation du CECC et du premier cas diagnostiqué sur le territoire taïwanais, plusieurs mesures sont entreprises,,.
En réponse à ce premier cas de Covid-19, le niveau opérationnel du CECC est promu au niveau 2 le 23 janvier. Le ministre de la Santé et du Bien-être Chen Shih-chung est alors nommé en tant que commandant chargé du CECC,,, remplaçant Chou Jih-haw, directeur-général des CDC ayant officié alors que le CECC était classé au niveau 3 depuis trois jours. Cette promotion du niveau opérationnel du centre de commandement permet une meilleure coordination entre les différents ministères ainsi que les organismes taïwanais privés afin de lutter contre l'épidémie. Lors de ses conférences de presse journalières, le commandant Chen Shih-chung est entre autres appuyé par une intervention du vice-président Chen Chien-jen, épidémiologiste de métier et ancien dirigeant du département de la Santé pendant l'épidémie de SRAS.
Le CECC a mis en place, d'après une recherche publiée par le Journal of the American Medical Association, un total de 124 mesures entre le 20 janvier et le 24 février, notamment sur les sujets du contrôle aux frontières, l'identification des cas, l'allocation des ressources, les procédures de mise en quarantaine et le report de la réouverture des écoles après les vacances hivernales.
Alors que le contrôle aux frontières est renforcé, Taïwan est le premier territoire à interdire l'accès aux ressortissants de Wuhan et de sa province de Hubei, dès le 26 janvier. Une procédure de mises en quarantaine est mise en place pour les voyageurs en fonction des régions visitées,.

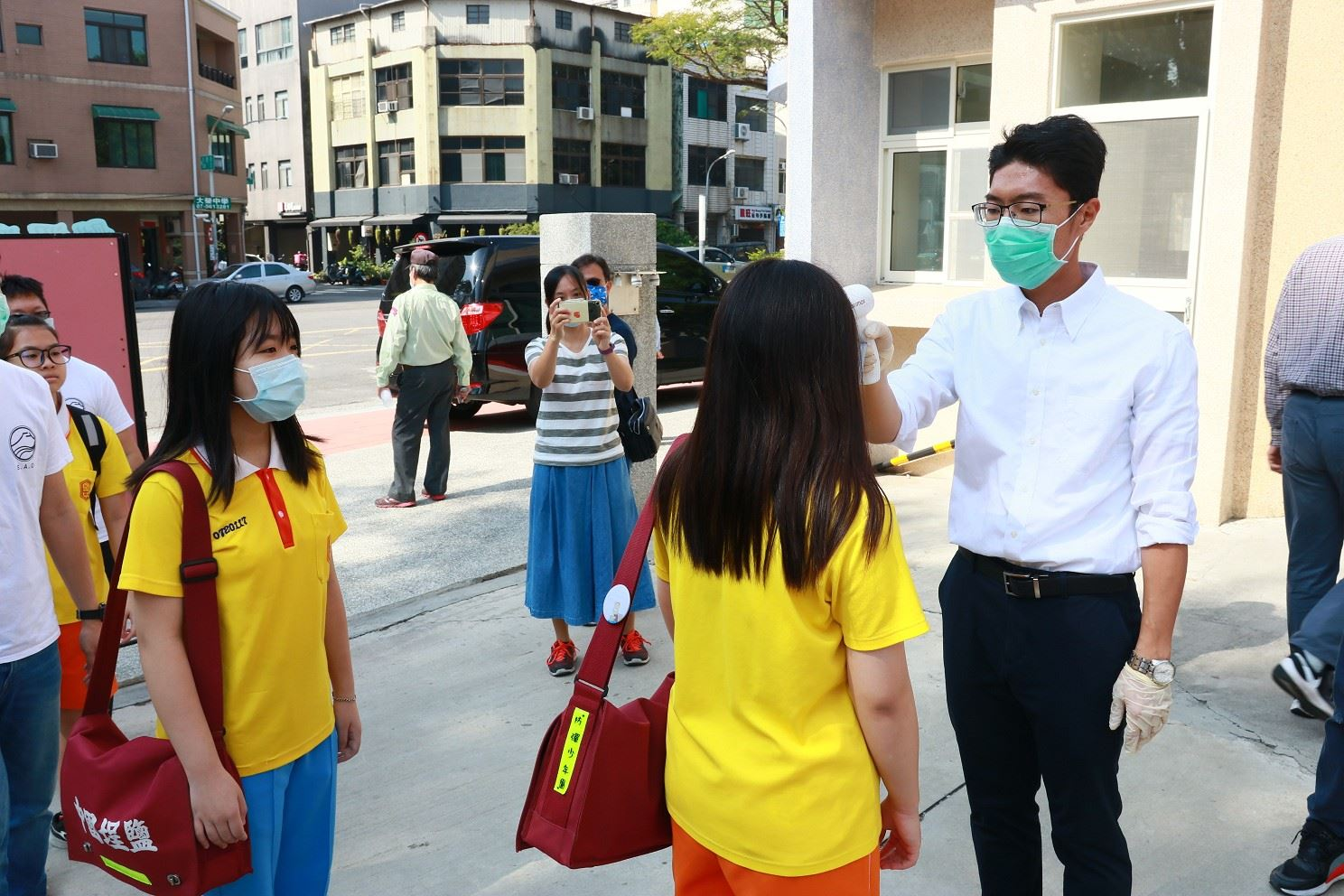
Répétition des mesures sanitaires instaurées à l'entrée d'une école de Kaohsiung, le 24 2 2020-, veille de la rentrée scolaire.

Au niveau scolaire, l'ouverture du second semestre est repoussée de deux semaines, du 11 février au 25 février, afin de réduire le risque de voir des foyers de contagion se développer dans les écoles ; les vacances estivales sont également repoussées en conséquence afin de ne pas pénaliser le système éducatif.
La Special Act on COVID-19 Prevention, Relief and Restoration, une loi encadrant la lutte contre la pandémie de Covid-19, est proposée le 25 février puis approuvée deux semaines plus tard par le parlement. Outre la mise à disposition un budget de 60 milliards NT$, soit environ 2 milliards de dollars,,, plusieurs aménagements sociaux sont actés en faveur du personnel médical et de tout corps de métier impliqué dans les efforts de lutte contre le virus. Les amendes pour toute personne en infraction vis-à-vis des règles de quarantaine sont également codifiées, à l'instar de celles pénalisant les commerces augmentant le prix des matériels médicaux de protection ou les individus répandant des fausses informations concernant la Covid-19,. Toute infraction au processus de quarantaine pourra ainsi faire l'objet d'une amende pouvant s'élever jusqu'à un montant de 1 000 000 NT$, soit environ 33 000 dollars.
Étant donné l'aggravation de l'épidémie de Covid-19 à l'échelle mondiale, le commandant du CECC Chen Shih-Chung propose au Premier ministre Su Tseng-chang de promouvoir le statut opérationnel du centre de commandement au niveau 1, son rang maximal. Le chef du gouvernement accepte et officialise la mesure le 27 février ; il maintient Chen à son poste de commandant du CECC,. Cette promotion permet de faciliter la répartition des ressources et de favoriser la communication entre les agences gouvernementales impliquées ; la présence des vice-ministres de chacune de ces dernières est désormais obligatoirement requise lors des séances du CECC.

#### Approvisionnement du matériel de protection

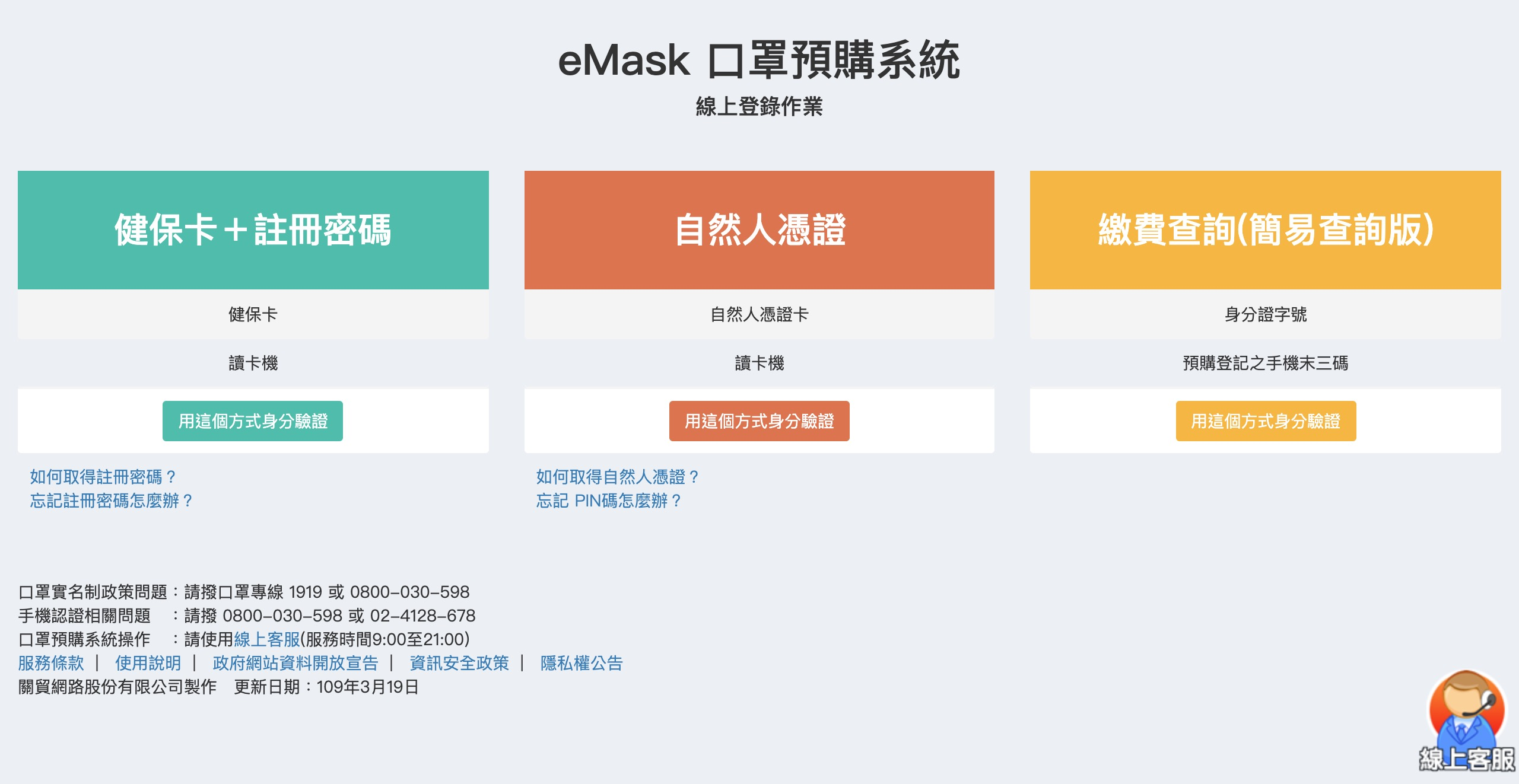
Aperçu de la plateforme en ligne eMask de précommande de masques.

L'export des masques chirurgicaux est suspendu le 24 janvier afin d'assurer les stocks nationaux,, ; en interne, la vente des masques fait par la suite l'objet d'un rationnement, autorisée uniquement dans les pharmacies agréées par le CECC et sur présentation de sa carte d'assurance, ou de son certificat de résidence. L'interdiction d'export, initialement en vigueur jusqu'au 30 avril, est reconduite jusqu'à la fin du mois de juin.
Un service national de vente en ligne pour une précommande de masques suivant les règles de rationnement est mise en place le 12 mars sous le nom de eMask.

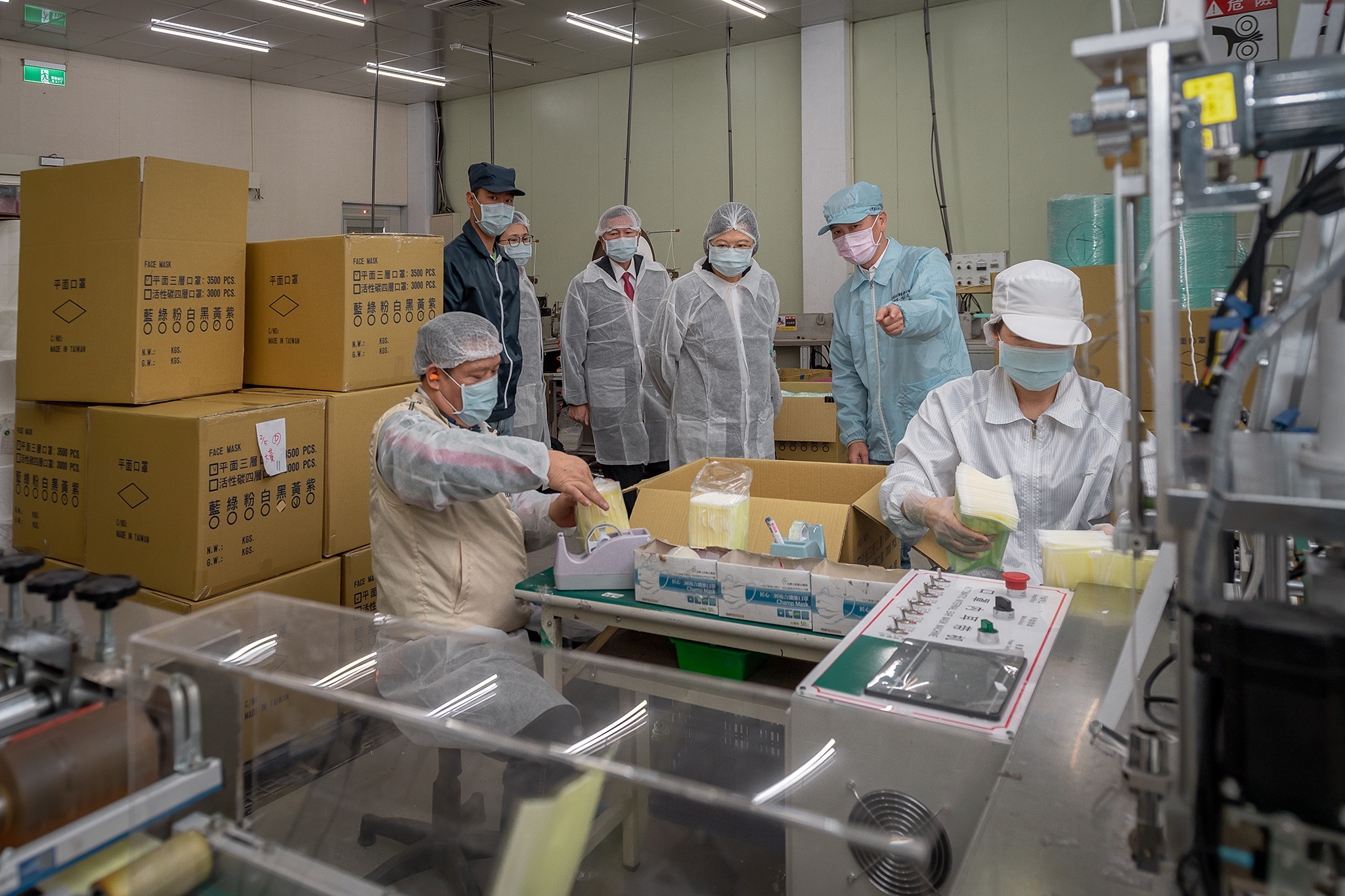
Ligne de fabrication de masques chirurgicaux, lors d'une visite de la présidente Tsai le 5 2 2020-.

Afin d'assurer l'approvisionnement de matériel de protection, les ressources du pays sont mises à contribution. Le personnel des forces armées est mobilisé dans le courant du mois de février pour soulager les lignes de production de masques,, tandis que de nombreuses lignes de production de masques sont rachetées par l'État et rapidement mises en service ; au 31 mars, 92 lignes ont ainsi été activées en moins de 40 jours. Un budget d'environ 6,6 millions de dollars est ainsi alloué afin de contribuer à l'accélération de la fabrication de masques. Les entreprises d'État de production de cigarettes, de boissons alcoolisées et du secteur agroalimentaire se ré-organisent pour assurer la préparation de solutions hydroalcooliques. Les sociétés taïwanaises sont ensuite sollicités pour la fabrication de blouses de protection et ainsi s'affranchir de l'importation depuis les États-Unis.
Alors que la production nationale de masques chirurgicaux s'élevait à 3,2 millions d'unités par jour à la fin du mois de février 2020, elle atteint le nombre de 13 millions par jour à la fin-mars, puis 20 millions à la fin-mai.
Après une évaluation des stocks nationaux ainsi que la productivité de ses usines de fabrication, la présidente Tsai Ing-wen annonce ainsi un premier don d'un surplus de dix millions de masques, principalement vers les zones particulièrement touchées par l'épidémie, comme l'Espagne, l'Italie, le Royaume-Uni, la Suisse ou encore les États-Unis,. La distribution nationale des masques fait par ailleurs l'objet d'une nouvelle régulation à partir du 9 avril. Les adultes ont à présent accès à un nombre de neuf masques pour 14 jours sur présentation de leur carte d'assurance contre trois par semaine auparavant, tandis que les enfants conservent leur quota de dix masques pour 14 jours. Cette mesure fait suite à l'obligation de porter un masque dans les transports en commun à compter du 3 avril, sous peine d'une amende d'un montant entre 3 000 et 15 000 NT$ (environ 500 dollars), les usages de distanciation physique étant difficiles à mettre en place dans un bus ou une rame de métro ; les usagers de la ligne ferroviaire à grande vitesse ne portant pas de masque sont quant à eux redirigés vers le point de vente le plus proche.
La vente en marché libre des masques est à nouveau autorisée à partir du 1er juin, les mesures de rationnement et d'interdiction d'export international ayant été fructueuses et assuré les stocks nationaux,.

#### Traçage numérique

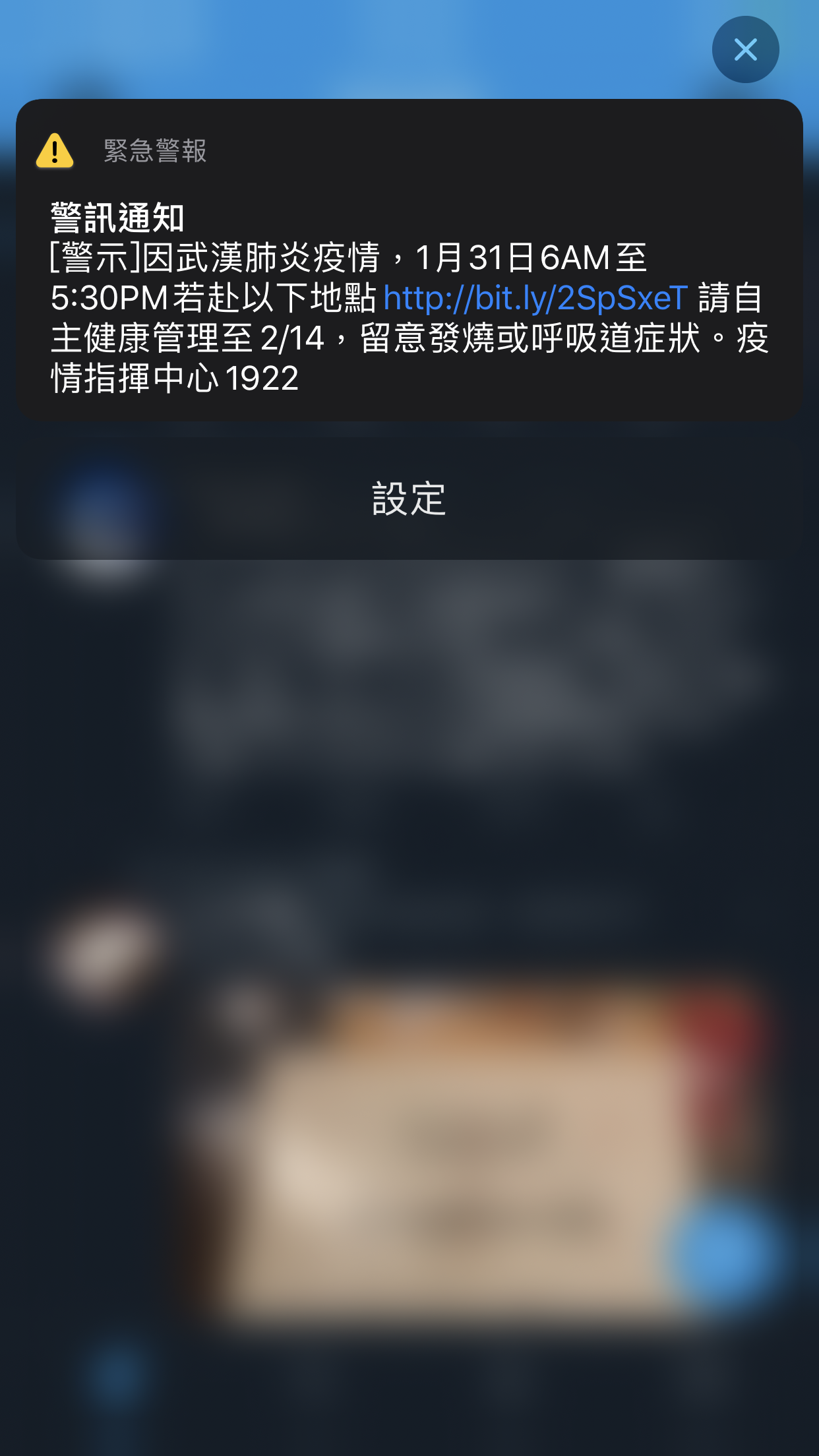
Aperçu du message d'alerte envoyé par l'intermédiaire du Public Warning System, à la suite de la confirmation d'un cas de Covid-19 à bord du Diamond Princess.

Le 27 janvier, soit le lendemain de la fermeture des frontières aux ressortissants de Wuhan, les bases de données récoltées par l'assurance maladie et l'Agence de l'immigration sont mises en commun afin de mieux tracer le déplacement de ces personnes dites « à risque »,,.
Après avoir brièvement envisagé plusieurs pistes afin d'améliorer le traçage des personnes « à risque », entre autres la mise en place d'un bracelet électronique inspiré du système mis en place à Hong Kong, les autorités collaborent finalement avec les opérateurs de réseau mobile afin de suivre les téléphones des usagers via les données en itinérance,. Ainsi, après la confirmation qu'un passager du navire de croisière Diamond Princess ait été testé positif à la Covid-19, la carte des déplacements de tous les passagers ayant débarqué à Keelung la veille est compilée, et les points de passages sont communiqués par SMS le 31 janvier à tous les ressortissants taïwanais. Une quarantaine volontaire est vivement conseillée dans l'éventualité où un de ces lieux aurait été visité.
Le suivi des données mobiles partagées permet également de s'assurer du respect des procédures de quarantaine. Grâce à la mise en place de cette « barrière électronique » (aussi appelée « barrière digitale »), les forces de police locales et les CDC sont ainsi alertés si une personne confinée venait à s'éloigner de son domicile, ou à éteindre son téléphone pour empêcher le traçage par géolocalisation, et permettre une intervention rapide dans les 15 minutes. Les CDC effectuent par ailleurs deux appels téléphoniques par jour afin de s'assurer que le téléphone portable n'ait pas été volontairement abandonné,,. Au début du mois d'avril, le traçage couvre une population d'environ 55 000 personnes placées en quarantaine. Par ailleurs, il s'étend également à tout individu identifié comme cas positif.
Cette stratégie de suivi numérique est légalement possible par l'intermédiaire d'une loi « autorisant à accéder à ces données sans l'accord de l'utilisateur » selon Liu Yu-Lun, médecin des CDC, à titre de « mesure d'urgence [qui n'est pas utilisée] en temps normal »,,. En effet, la législation de la république de Chine ne comporte pas d'équivalent au RGPD européen qui encadre la collecte et le traitement des données à caractère personnel. Si cette procédure est globalement acceptée par l'opinion publique, elle fait moins l'unanimité dans certains milieux comme celui de « g0v », collectif ouvert de hackeurs taïwanais, promouvant la transparence de la communication gouvernementale et l'amélioration du niveau de vie des citoyens à l'aide de la technologie ; les modalités du dispositif de traçage numérique font ainsi l'objet d'une surveillance accrue de leur part,,. Parmi les projets citoyens de lutte contre la Covid-19 accomplis par les membres de g0v, résultant du partage d'informations gouvernementales encouragé par la ministre du Numérique Audrey Tang, une carte en ligne géolocalisant en temps réel le stock de masques dans les pharmacies du pays voit le jour,,.
Dans le monde, le principe de traçage numérique est également adopté par d'autres pays, selon des applications spécifiques à chacun entre autres par l'Allemagne, l'Autriche, la Chine, la Corée du Sud, l'Iran, Israël, l'Italie, Singapour,.
À partir du 18 mars, un système électronique avec géolocalisation intégrée est distribué pour chaque passager entrant sur le territoire, afin d'optimiser le processus de contrôle des flux humains,,.
Alors que les consignes de prévention ne sont pas nécessairement respectées dans le cadre des quatre jours de repos des festivités religieuses de Qing Ming, autour du 4 et 5 avril, des messages d'« alerte nationale » sont envoyés via diffusion cellulaire aux personnes géolocalisées dans les zones touristiques afin de rappeler les bonnes pratiques de prévention. Cela constitue le 2e recours pendant la pandémie au Public Warning System, système national d'alerte aux populations, après les événements relatifs au Diamond Princess,, mais surtout le premier en tant qu'alerte nationale.
À la suite des 24 nouveaux cas détectés parmi des cadets de la Marine en retour de mission les 18 et 19 avril, plus de 200 000 personnes dont le traçage numérique coïncide avec celui des 24 marins infectés pendant au moins un quart d'heure sont notifiés par message, leur rappelant de pratiquer une « auto-gestion de la santé » de 14 jours avec limitation des déplacements en public. Une carte non nominative des lieux visités par les marins est par ailleurs mise à disposition, de manière similaire aux éléments du Diamond Princess. L'ensemble de ces sites sont désinfectés, ainsi que la ligne ferroviaire à grande vitesse et ses stations, de nombreux marins de la flotte l'ayant empruntée depuis le terminus Sud de Zuoying vers le reste de l'île.

#### Dépistage
La méthodologie employée pour le dépistage est le test PCR, apportant un résultat au bout de deux à quatre heures. Ce type de test est jugé plus fiable par le CECC que la version PCR « rapide » aboutissant en quinze minutes. Dans le cas des personnes placées en quarantaine, seules les personnes symptomatiques font l'objet d'un test obligatoire. Lorsque le nombre de cycles seuil nécessaires (plus communément désignés en tant que cycles threshold, voire par son acronyme « CT » à l'international) afin de détecter une charge virale est inférieur à 35, le dépistage est considéré comme positif. Une valeur du CT trop importante augmente le risque de faux positif, en détectant des fragments génétiques inactifs du virus. À titre comparatif, la plupart des tests rapides RT-PCR, au verdict binaire mais avec un nombre de cycles fixé, est effectué avec un CT de 40, soit un seuil de positivité plus permissif ; d'après une étude du New York Times datée du mois d'août 2020 sur la fiabilité de ces tests RT-PCR, un seuil de positivité « raisonnable serait entre 30 et 35 »,.
Initialement, en dehors des tests officiels réalisés après consultation médicale, la possibilité d'être dépisté sur initiative personnelle est fortement limitée, et réservée uniquement aux personnes se rendant en Asie du Sud-Est, en Chine continentale ou à Macao pour raison familiale impérieuse, tels les accidents ou les maladies graves. Ce dépistage volontaire doit être autofinancé et n'est pas pris en charge par l'État, et représente un coût évoluant de 4 000 à 10 000 NT$ suivant l'hôpital choisi, soit environ entre 130 et 330 dollars. Pour ce type de test « grand public » autorisé une fois tous les trois mois, 18 hôpitaux sont agréés à travers l'île.
Pour chaque cas de Covid-19 confirmé, le CECC identifie généralement environ 160 individus de l'entourage du malade et les soumet à dépistage, afin d'identifier toute éventuelle contamination.
Lors de sa conférence du 28 avril, le CECC écarte l'hypothèse d'un dépistage massif à l'échelle nationale, au vu du bilan du nombre de cas enregistrés et des résultats de dépistage au terme de 101 jours de lutte contre la pandémie après l'apparition du premier cas à Taïwan. En effet, sur près de 4,8 millions de personnes présentant des syndromes suspects qui se sont signalées auprès des services de santé, une part de 1,2 % a été sujet à dépistage ; parmi ces dernières, seul un pourcentage de 7 ‰ a fait l'objet d'un cas confirmé.
L'autre facteur expliquant la réticence des autorités sanitaires pour généraliser le dépistage sur le territoire est son coût de revient. En effet, selon les analyses du CECC, en considérant un taux de prévalence de l'infection du SARS-CoV-2 parmi les habitants taïwanais égal à 18 pour 10 000, il faudrait dépenser 54 milliards NT$, soit environ 1,8 milliard de dollars, afin d'identifier les quelque 32 577 porteurs asymptomatiques potentiels, avec un risque de 1 797 faux négatifs. Les 60 956 tests PCR déjà effectués représentent une dépense de 183 millions NT$, soit environ 6 millions de dollars.
Les experts médicaux taïwanais encouragent tout de même la généralisation du dépistage afin d'identifier la part de population présentant des anticorps contre le SARS-CoV-2, et ainsi lui permettre de participer à l'économie en toute sécurité sanitaire, en particulier dans les milieux médicaux.
En réponse au foyer de contagion du navire militaire auxiliaire-ravitailleur ROCS Pan Shi, ayant mis en lumière le manque de moyen de dépistage à bord des navires de la Marine, le CECC annonce la mise à disposition de matériel de test rapide PCR adapté à bord des navires de la Marine, afin de réaliser des opérations de dépistage lors des missions en mer. Cette mesure s'étend aux bases navales afin d'agir de manière préventive avant chaque départ en mission, ainsi qu'au niveau civil dans les villes isolées et les îles ne disposant pas de laboratoires sanitaires.
Alors que le nombre d'infections est quasiment nul depuis près d'un mois, le CECC relâche les conditions d'accès au dépistage sur initiative personnelle aux habitants taïwanais devant voyager à l'international pour des raisons professionnelles ou pour poursuivre leurs études supérieures à partir du 23 mai, puis à toute la population taïwanaise le 29 mai.

#### Hospitalisations
Dès le début de l'épisode sanitaire et afin de prévenir une surcharge des hôpitaux, les entrées publiques des services d'urgences sont fermées afin de pouvoir correctement filtrer l'arrivée des patients.
De manière générale, toute personne déclarée positive à la Covid-19 est hospitalisée et placée en chambre d'isolement, quel que soit le degré d'importance des symptômes. Cette procédure « automatique » est permise par le faible nombre de contaminations déclarées sur l'ensemble du territoire taïwanais. Elle est considérée comme guérie après deux dépistages consécutifs négatifs effectués à 24 h d'intervalle,.

#### Restrictions de déplacement et quarantaine

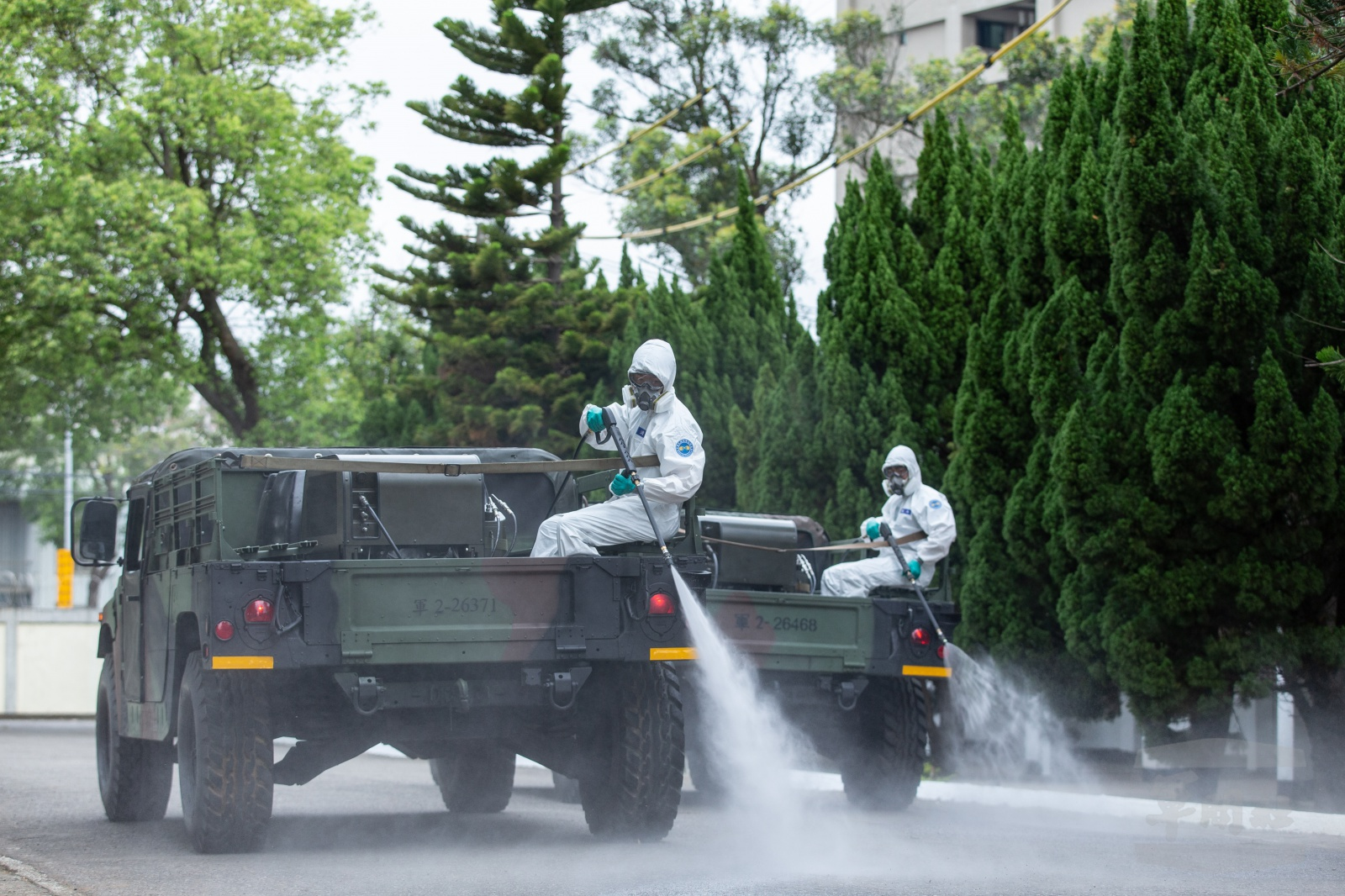
Exercice de désinfection de l'espace public par le 33rd Chemical Warfare Group de l'Armée de terre, le 27 2 2020- à Taoyuan,.

Dès le premier cas identifié sur un ressortissant taïwanais, le CECC élève au niveau 3 l'avertissement concernant les voyages avec la région de Wuhan, soit une restriction aux trajets strictement nécessaires.
La Civil Aeronautics Administration, agence du ministère des Transports et des Communications, notifie le même jour l'ensemble des compagnies aériennes taïwanaises, chinoises, hongkongaises et macanaises, afin de demander à bord de chaque vol au départ ou à destination du territoire taïwanais une diffusion informative concernant le virus ; la directive est suivie immédiatement par les compagnies taïwanaises, ainsi que cinq compagnies de Hong Kong et Macao. Par ailleurs, pour tout vol en provenance de Wuhan, les passerelles aéroportuaires ainsi que les zones d'arrivée des passagers font l'objet d'une stérilisation automatique après chaque débarquement.
Taïwan est le premier territoire à interdire l'accès aux ressortissants de la province de Hubei, épicentre de l'épidémie, à compter du 26 janvier, tandis qu'une mise en quarantaine est requise pour les voyageurs provenant des zones identifiées à risque,. La fermeture des frontières est étendue à tous les ressortissants chinois le 6 février, puis le lendemain à tout non-Taïwanais s'étant rendu dernièrement en Chine, à Hong Kong ou à Macao.
À partir du 19 mars, l'entrée sur le territoire est interdite pour tout ressortissant étranger, à l'exception de ceux possédant un certificat de résident étranger (Alien Resident Certificate), pouvant justifier d'une activité diplomatique ou disposant d'un permis spécial. Cette mesure est prise afin de lutter contre la hausse récente des cas « importés », en d'autres termes ayant été infectés à l'extérieur de Taïwan puis testés positifs après avoir franchi la frontière. Tout citoyen ou résident taïwanais rentrant sur le territoire est par ailleurs automatiquement placé en quarantaine de 14 jours à partir de cette date. Par effet rétroactif, les citoyens taïwanais revenant ou ayant transité par l'Europe, la Turquie, l'Égypte ou Dubaï sont eux aussi mis en quarantaine de 14 jours.
Le niveau 3 est étendu le 20 mars à tous les territoires étrangers, alors qu'il était jusque là appliqué à 101 pays et territoires.
| Niveau                                               | Avertissement                            |
| ---------------------------------------------------- | ---------------------------------------- |
| Niveau 1 : « Watch » (en français : surveillance)    | Suivre les mesures de prévention locales |
| Niveau 2 : « Alert » (en français : alerte)          | Renforcement des mesures de protection   |
| Niveau 3 : « Warning » (en français : avertissement) | Éviter tout voyage non nécessaire        |

La suspension des rassemblements est recommandée par le CECC le 25 mars, au-dessus de 100 personnes en espace confiné ou 500 personnes en plein air. La mesure s'étend le 10 avril avec une fermeture des  bars à hôtesses, tandis que les lieux populaires tels les marchés nocturnes, traditionnels et les zones commerciales se voient imposer les règles de distanciation physique, telles que l'instauration d'une entrée unique pour le contrôle de foule ou l'interdiction de distribution d'échantillons gratuits. Une limitation capacitaire de 50 % est instaurée pour les six plus grands parcs d'attractions du pays ainsi qu'aux parcs de stationnement des aires panoramiques nationales, parcs nationaux et des zones forestières nationales.
Après un premier cas de contamination malgré une mise en quarantaine, le CECC recommande le 5 avril une période supplémentaire de sept jours d'« auto-gestion de la santé », avec limitation des déplacements en public et port du masque obligatoire. Cette mesure est prise après le cas positif décelé chez une Taïwanaise sujette à plusieurs symptômes caractéristiques mais n'ayant pas voyagé récemment. La source de la contamination remonte à son mari, sortant d'une quarantaine de 14 jours après un voyage aux États-Unis mais n'ayant présenté aucun symptôme ; il est testé positif à la Covid-19 après investigations.
L'encadrement de la mise en quarantaine à l'entrée sur le territoire est durcie à compter du 18 avril : tout citoyen ou résident taïwanais rentrant d'Europe ou des Amériques, et ne disposant pas à son domicile d'une chambre privée avec salle de bains privative, ou cohabitant avec un enfant de moins de six ans, une personne âgée de plus de 65 ans, ou un individu sujet à maladie chronique, devra effectuer sa quarantaine dans l'un des hôtels agréés du pays plutôt qu'à son domicile. La mesure est étendue aux retours depuis l'Asie du Sud-Est à partir du 21 avril, étant donné la recrudescence des cas locaux, en particulier à Singapour, en Inde et en Indonésie.
D'après les statistiques du 5 juin, 39 % des cas confirmés classifiés comme importés ont été détectés lors du contrôle aux frontières, démontrant l'efficacité de l'inspection des voyageurs à l'entrée sur le territoire et la mise en quarantaine automatique parmi les mesures de lutte contre la pandémie visant à limiter le nombre potentiel d'infections locales. Par ailleurs, les conclusions tirées de l'étude du foyer de contagion du Diamond Princess ont inspiré les autorités taïwanaises dans leur choix de l'application d'une quarantaine stricte des personnes infectées et suspectées, plutôt que d'un dépistage de masse destiné à écarter les personnes saines d'un groupe de cas contacts.
Pour les personnes entrant sur le territoire taïwanais, environ 6 000 hôtels sont officiellement agréés par le gouvernement afin de réaliser sa période réglementaire de quarantaine, tandis que des centres de quarantaine sont mis en place par le CECC, d'une capacité d'environ 3 200 chambres en décembre 2020, puis environ 5000 en janvier 2021.

#### Niveau d'alerte épidémique
Alors que le territoire taïwanais est touché par une vague inédite de cas locaux en mai 2021, une échelle d'alerte épidémique est instaurée vers le 12 mai afin de définir les mesures en vigueur en fonction de l'urgence sanitaire. Elle est composée de quatre niveaux, à l'importance croissante de 1 à 4 :
| Niveau   | Critères |
| -------- | --- |
| Niveau 1 | Cas locaux isolés, transmis via des cas importés                                                                                                  |
| Niveau 2 | Cas locaux à l'origine inconnue |
| Niveau 3 | Trois foyers de contagion en une semaine, ou dix cas locaux à l'origine inconnue en un jour                                                       |
| Niveau 4 | Forte augmentation de cas locaux, soit une moyenne quotidienne de plus de dix cas en quatorze jours, dont au moins la moitié à l'origine inconnue |

Au premier niveau d'alerte, le port du masque est obligatoire uniquement dans les transports en commun et dans les lieux publics à forte affluence. Le CECC recommande l'annulation ou le report des rassemblements dits « non essentiels ». Les lieux publics ainsi que les locaux professionnels doivent quant à eux mettre en place un système d'enregistrement individuel, encourager la distanciation physique, et assurer les contrôles routiniers de prise de température et une désinfection régulière des lieux.
Le deuxième niveau est instauré au niveau national lors de la mise en place de cette échelle d'alerte. Il restreint les rassemblements à 500 personnes en extérieur, et 100 en intérieur. Les rassemblements dans l'espace public font de manière générale l'objet d'une mise en place de la distanciation physique et du port du masque, d'un système d'enregistrement individuel, de contrôles routiniers de prise de température et d'une désinfection régulière des lieux, ainsi que d'un contrôle des foules ; le cas échéant, l'organisation de tels regroupements peut être interdite. Les locaux professionnels sont quant à eux soumis à un contrôle des foules et une application des mesures de prévention sanitaire, ou à défaut de devoir être fermés. Des sanctions financières sous forme d'amendes peuvent être émises en cas de non-respect des directives relatives aux masques. Enfin, le CECC peut prononcer la fermeture de lieux privés et publics, ou l'annulation d'événements.
Le troisième niveau est appliqué pour la première fois de manière régionalisée, dans les municipalités de Taipei et Nouveau Taipei le 15 mai 2021, avant d'être étendu sur tout le territoire national quatre jours plus tard. Il implique un port du masque systématique en extérieur. Les rassemblements sont réduits à 10 personnes en extérieur, et 5 en intérieur. En dehors des services dits essentiels, ainsi que les forces de l'ordre et les centres médicaux et gouvernementaux, les lieux publics et d'activité commerciale professionnelle doivent être fermés ; les locaux ouverts sont sujets à un port du masque et une application de la distanciation physique. Plus précisément, dans les quartiers où des foyers de contagions ont été mis en évidence, la population doit observer des déplacements limités et être soumis à dépistage de la Covid-19, tandis que les rassemblements publics y sont prohibés et les écoles font l'objet d'une fermeture.
Au plus haut des quatre échelons, soit le quatrième niveau, la sortie du domicile n'est autorisée que pour des activités essentielles, telles l'achat de nourriture ou la recherche de soins médicaux, ainsi que pour les activités professionnelles primordiales. Le port systématique du masque et le respect de la distanciation physique restent de vigueur à l'extérieur, tandis que des mesures semblables sont recommandées en domicile partagé. Tous les événements publics sont annulés, les cours sont suspendus ainsi que le travail présentiel, hormis les services cités en troisième niveau d'alerte. Par ailleurs, un confinement peut être prononcé régionalement dans le cas d'un niveau d'épidémie sévère.

#### Campagne de vaccination

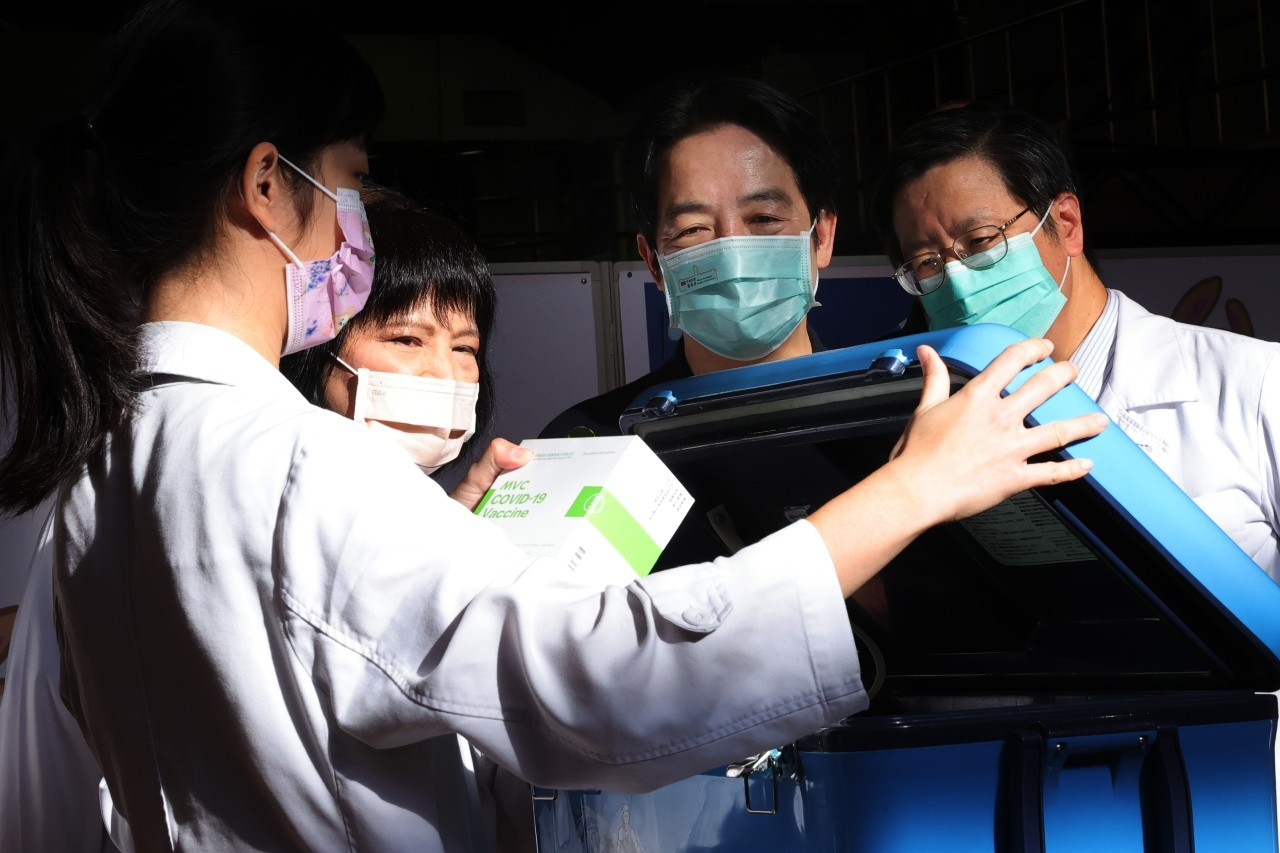
Un carton de doses du vaccin de Medigen, société pharmaceutique taïwanaise, avant la vaccination du vice-président William Lai.

En réponse à l'évolution de l'épisode pandémique, la campagne de vaccination commence sur le territoire taïwanais le 22 mars 2021. Alors que l'épisode épidémique de mai 2021 touche fortement la population, le faible taux de vaccination est entre autres mis en cause,. Le succès initial de la lutte contre la pandémie ainsi que les effets secondaires de caillots sanguins décelés dans certains cas de vaccination via le produit d'AstraZeneca-Oxford participe à la non-popularité de la stratégie de vaccination auprès de la population,,. Néanmoins, cette vague épidémique à contribué à inverser cette tendance populaire,.
Alors que les différents de groupes identifiés par le CECC sont au fur et à mesure éligibles pour s'enregistrer sur la plateforme de vaccination, l'ensemble de la population devient éligible à partir du 18 octobre 2021.

### Levée progressive des restrictions post-première vague
Alors que le nombre de nouveaux cas se stabilise, avec aucune infection locale depuis environ un mois, une levée brusque des mesures sanitaires n'est néanmoins pas envisagée dans l'immédiat, étant donné l'observation de nouveaux cas dans des pays ayant assoupli leurs restrictions, comme en Chine et en Corée du Sud. De premiers assouplissements commencent tout de même à être instaurés de manière progressive.
La première levée de restrictions concerne l'arrêt partiel du huis clos imposé aux rencontres sportives professionnelles de la ligue nationale de baseball. Le CECC permet ainsi d'ouvrir les enceintes sportives à un nombre limité de spectateurs dans le respect des règles de précaution sanitaire, avec port du masque obligatoire, application de la distanciation physique dans les tribunes et fermeture des points de vente alimentaires. Cette mesure concernant le sport le plus populaire du pays est prise à titre symbolique par le centre de commandement, afin de « contribuer à stimuler le moral psychologique de la population » ; la ligue taïwanaise de baseball devient alors la première ligue majeure, tous sports confondus, à accueillir de nouveau du public dans les stades. 1 000 personnes sont ainsi autorisés à partir du 8 mai. Le 15 mai, la limite est augmentée à 2 000, tandis que les restrictions de vente de nourriture sont assouplies. Le 7 juin, de nouvelles relaxations des mesures sont adoptées : parmi les deux options proposées par le CECC, le maintien de la distanciation physique est privilégiée par les instances de la ligue aux dépens d'une nouvelle augmentation de l'affluence maximale autorisée, préférant améliorer l'expérience des spectateurs, entre autres en autorisant le retrait du masque lorsque ces derniers restent assis à leur siège. En effet, une levée brusque des comportements-barrières au profit des recettes de billetterie risquerait de décourager l'affluence du public.
Le ministère des Transports et des Communications travaille sur un plan de retour à des conditions de vie normales en trois étapes, étalé de la fin du mois de mai à la fin de l'année 2020. Sa proposition de suspendre le port obligatoire du masque et la distanciation physique dans les trains est quant à elle refusée.
Le CECC propose la réouverture de certains types d'établissement de divertissement uniquement sous conditions : aménagement pour permettre la distanciation physique, port du masque obligatoire pour les salariés et clients, ainsi que prise de température et désinfection des mains à l'entrée. Cette proposition fait suite à la fermeture temporaire des hostess et host clubs un mois plus tôt, après la confirmation d'une infection dans l'un de ces espaces clos et à la fréquentation importante.
La levée de l'export des masques chirurgicaux, l'une des premières restrictions instaurées afin de rationner les stocks nationaux, est envisagée à partir du 1er juin.
Le CECC choisit le 7 juin pour lever plusieurs restrictions, date à laquelle aucune infection locale n'a été confirmée depuis un total de quatre périodes d'incubation de 14 jours,. Entre autres, le retrait des masques est autorisé dans les transports en commun sous condition de pouvoir appliquer correctement une distanciation physique. Les restrictions de rassemblement sont levées dans les zones touristiques nationales, les marchés nocturnes ainsi que les événements culturels et artistiques. Néanmoins, chaque individu doit toujours continuer de donner ses nom et coordonnées dans les zones de grands rassemblements. De manière générale, les conseils d'application des comportements-barrière ainsi que du port du masque en zone densément fréquentée restent véhiculés.
Le centre de commandement travaille également sur un assouplissement des restrictions de déplacement dans le cas précis des voyageurs d'affaire cherchant à entrer sur le territoire pour une période courte. Concernant les personnes en mission pendant trois mois ou moins, et provenant de zones extrêmement peu touchées par la Covid-19 telle la Nouvelle-Zélande, la quarantaine pourrait être réduite à quelques jours et définitivement levée après un dépistage à leurs propres frais. La mesure entre en vigueur à partir du 22 juin ; deux listes de territoires sont éditées et régulièrement mises à jour, une première à « risque faible » réduisant la quarantaine à cinq jours, ainsi qu'une seconde à « risque faible à modéré » à sept jours. La première version des listes inclut exclusivement des pays asiatiques et océaniens. Par ailleurs, les restrictions d'entrée sur le territoire aux ressortissants étrangers est assouplie pour les étudiants en dernière année ainsi que les individus à la recherche de soins médicaux.
Alors qu'une vingtaine de cas importés survient lors du mois de juillet, le CECC insiste sur l'importance du port du masque afin de réduire les risques d'une propagation du virus. En effet, un relâchement des comportements-barrière est observé avec le temps ; les autorités sanitaires estiment que seule 30 % de la population suit les conseils du port d'un masque dans les lieux publics.

### Reprise des mesures en prévision d'un épisode hivernal
Alors que Taïwan est cité comme l'un des « bons élèves » de la gestion de la pandémie, à l'instar d'autres États d'Asie-Pacifique tels l'Australie, la Corée du Sud, la Nouvelle-Zélande et le Viêt Nam, et que l'Europe et les États-Unis font face à une « deuxième vague », le seuil symbolique des 200 jours sans détection d'une contamination locale est franchi à la fin du mois d'octobre.
Néanmoins, le CECC annonce le 18 novembre un « projet de prévention épidémique automnale et hivernale », s'articulant autour des mesures de quarantaine à la frontière, de la prévention publique et de la réponse médicale. Il fait suite à la hausse régulière du nombre de cas importés, avec un « record » de huit cas positifs détectés le 13 novembre jamais atteint depuis le printemps ; cette légère flambée est imputée aux mouvements de personnes revenant d'un séjour à l'étranger. À compter du 1er décembre 2020 et jusqu'à la fin du mois de février 2021, les voyageurs souhaitant entrer sur le territoire taïwanais, y compris les ressortissants nationaux, devront présenter la preuve d'un dépistage négatif daté de moins de trois jours,. Bien que le port du masque soit déjà usuellement porté par la population, il deviendra imposé dans huit types de lieux publics : établissement de soins médicaux, transports en commun, espaces de consommation, établissements destinés à l'enseignement, expositions et manifestations sportives, lieux de divertissement et loisirs, lieux de culte, centre de services publics et à la clientèle,. Les milieux médicaux font quant à eux l'objet de mesures obligatoires renforcées afin d'éviter une surchage partagée entre la Covid-19 et la grippe saisonnière : notification spontanée des cas de maladie infectieuse détectés, en parallèle de celles en place avec les bases de données de l'assurance maladie, mise en place d'un critère de récompenses aux établissements pour les mesures internes liées au dépistage, révision des procédures de consultation médicales pour les personnes asymptomatiques.
Le 28 novembre, un bilan journalier de 14 cas est confirmé, dont 13 travailleurs migrants en provence d'Indonésie au cours de leur période de quarantaine ; ce total marque le plus haut bilan depuis l'identification du foyer de contagion du mois d'avril dans un navire de la Marine. Depuis le mois d'octobre 2020, 4 119 Indonésiens sont entrés sur le territoire taïwanais et 50 d'entre eux ont été déclarés positifs, tandis que l'Indonésie est placée sur la liste sanitaire à « haut risque » du CECC. En conséquence, plusieurs agences indonésiennes se voient interdire à partir du 20 novembre, avec effet immédiat, l'envoi de travailleurs migrants à Taïwan, avant que ces mouvements ne soient suspendues pendant deux semaines dès le 4 décembre. De manière préventive, environ un millier de ces travailleurs migrants sont sujets à dépistage avant la fin de leur quarantaine. Malgré ces premières mesures, le bilan est non concluant à la vue du taux de fiabilité des tests négatifs présentés au passage de la frontière : depuis le mois d'octobre, près de 50% des Indonésiens ayant fourni une preuve de dépistage négatif ont été malgré tout testés positifs après un dépistage réalisé par le CECC taïwanais ; ce nombre grimpe à 80% sur la seule période de la première quinzaine de décembre. Jugeant les efforts des autorités sanitaires indonésiens insuffisants, le CECC reconduit la suspension de fermeture de la frontière aux travailleurs migrants indonésiens, cette fois-ci pour une durée indéterminée,.
En réaction au cas local déclaré le 22 décembre, premier de ce type depuis le 12 avril et lié à un foyer d'infection entre pilotes d'un avion-cargo, la quarantaine imposée au personnel navigant technique et commercial, jusque là réduite à trois jours en tant qu'exception, est rétablie au standard de deux semaines.
Quelques jours plus tard, un protocole est mis en place en réponse au nouveau variant du virus, alors surnommé « variant britannique », 70% plus contagieuse que la souche de base d'après les premières études préliminaires. Les passagers en provenance du Royaume-Uni sont ainsi systamétiquement mis en quarantaine par le CECC dans des installations gouvernementales spécifiques, afin d'éviter une diffusion sur le territoire taïwanais. Deux ressortissants taïwanais, un adolescent et un étudiant, sont déclarés positifs les 30 et 31 décembre,. Parmi les mesures prises en conséquence, la principale concerne les frontières taïwanaises, à nouveau fermées aux ressortissants étrangers à partir du 1er janvier 2021, aux minces exceptions similaires à la fermeture des frontières de mars 2020. Le choix de lieu de quarantaine est quant à lui restreint à partir du 15 janvier aux installations officielles mises en place par le CECC ; la pratique d'isolement à domicile est globalement suspendue, à moins qu'elle ne soit réalisée dans des conditions strictes équivalentes et sous signature d'une déclaration sous serment. Par ailleurs, la période de quarantaine réduite concernant les voyageurs d'affaire, quelle que soit leur région de provenance, est rétablie à deux semaines, de la même manière que pour les personnels navigants. De manière analogue au cas de figure britannique, un protocole est mis en place à la mi-janvier 2021, après la première détection du variant Bêta, alors désigné « variant britannique », pour les voyageurs en provenance d'Afrique du Sud et de l'Eswatini, puis un mois plus tard concernant le variant VOC-202101/02, parfois surnommé « variant brésilien », pour les arrivées depuis le Brésil.
À la suite du foyer de contagion nosocomial déclaré dans un hôpital du nord de l'île au mois de janvier 2021, ayant conduit à une dizaine de contaminations internes, les patients quittant cet établissement sont directement soumis à une quarantaine de 14 jours le temps que le foyer soit déclaré inactif ; la procédure s'applique également aux visiteurs, aux aidants, ainsi qu'aux personnes vivant dans le même foyer. Dans le cas du personnel soignant, une « auto-gestion de la santé » est demandée. Environ 4 000 personnes sont ainsi placées en quarantaine afin de stopper la chaîne de transmission du virus,,. En parallèle, les locaux font l'objet d'une évacuation générale afin de pouvoir procéder à une désinfection, tandis que les visites sont suspendues pendant deux semaines dans les hôpitaux des trois grandes agglomérations du nord de l'île, à Taipei, Nouveau Taipei et Taoyuan.

### Réponse à la flambée épidémique de mai 2021
Alors que les frontières nationales étaient ré-ouvertes depuis la fermeture appliquée au début de l'année, une interdiction d'entrée est mise en vigueur début mai pour l'ensemble des individus en provenance ou ayant transité en Inde, en réponse à l'épisode sanitaire touchant alors gravement ce territoire ; concernant les citoyens et résidents taïwanais, une quarantaine est imposée dans l'un des centres tenus par le gouvernement. Quelques jours plus tôt, une première mesure avait déjà été instaurée, interdisant à tous ces voyageurs de suivre la période de quarantaine réglementaire dans le lieu de leur choix, mais dans un des centres désignés par le CECC.
Dans le même temps, alors qu'un foyer de contagion aéroportuaire est déclaré depuis près de trois semaines et que le dépistage des cas contacts est toujours en cours, le niveau 2 d'alerte épidémique est activé pour quatre semaines par le CECC en conséquence de la découverte de nouveaux cas non liés dans le nord-est de l'île. Il en résulte le retour de nombreuses mesures de lutte sanitaire déjà utilisées par le passé, notamment la restriction des rasseemblements de masse, l'arrêt des visites en milieu hospitalier et l'interdiction de consommation alimentaire dans les transports en commun. La flambée épidémique de cas locaux liés continuant, avec des foyers dans le nord de l'île, dans le comté de Yilan, dans la municipalité de Nouveau Taipei et dans le district taipéien de Wanhua, des restrictions sont appliquées rapidement après l'apparition de ces derniers. Localement, les gouvernements de la municipalité de Taipei et d'autres comtés nordiques instaurent la fermeture des restaurants, bars et autres établissements de divertissement. Des stations de dépistage rapide sont créés à Wanhua, une mesure jusqu'alors inédite dans la lutte sanitaire taïwanaise.
Dès le 15 mai, alors que le bilan journalier est de 180 cas locaux confirmés, les municipalités de Taipei et de Nouveau Taipei sont placées en niveau 3 d'alerte épidémique. Le port du masque en extérieur, jusqu'ici conseillé, y devient obligatoire. De nouveaux établissements de divertissement, notamment les cinémas, librairies et enceintes sportives, sont fermées au public. Les frontières nationales sont à nouveau fermées aux non-citoyens et non-résidents à partir du 19 mai, tandis que toutes les écoles du pays sont fermées pendant deux semaines au profit de l'enseignement à distance, après le dépistage positif de 37 étudiants de tous âges. Le 19 mai, le niveau 3 d'alerte est étendu au niveau national. Un total de 721 cas locaux est officialisé le 22 mai, bien qu'il soit composé de 321 cas « classiques » pour 400 affectés aux jours précédents ; ce retard est dû à la saturation du système de dépistage causé par la résurgence épidémique, ce premier étant jusque-là basé uniquement sur les analyses PCR des échantillons en laboratoire, sans appui des tests rapides, ce qui a du conduire à un remaniement du processus de traitement des échantillons de dépistage. Rétroactivement après cette révision du jour, le pic épidémique aurait ainsi été atteint le 17 mai, pour un total réel de 406 cas ; les bilans officiels ne sont néanmoins pas corrigés rétroactivement,,.

## Statistiques

### Bilans globaux
Pour des raisons techniques, il est temporairement impossible d'afficher le graphique qui aurait dû être présenté ici.

Pour des raisons techniques, il est temporairement impossible d'afficher le graphique qui aurait dû être présenté ici.

Remarque :
- le cas no 530, initialement confirmé le 13 octobre 2020[185], fait ultérieurement l'objet d'une nouvelle investigation. L'enquête conclut à un mélange entre deux échantillons de dépistage différents. Le CECC invalide finalement ce cas no 530 le 28 octobre 2020[186]. D'autres circonstances similaires sont encore décelées. Les données sur ce graphique ainsi que sur les autres graphiques ci-contre ne sont pas corrigées de manière rétroactive, conformément aux sources officielles.

Pour des raisons techniques, il est temporairement impossible d'afficher le graphique qui aurait dû être présenté ici.

Pour des raisons techniques, il est temporairement impossible d'afficher le graphique qui aurait dû être présenté ici.

Pour des raisons techniques, il est temporairement impossible d'afficher le graphique qui aurait dû être présenté ici.

Pour des raisons techniques, il est temporairement impossible d'afficher le graphique qui aurait dû être présenté ici.

### Bilans quotidiens
Pour des raisons techniques, il est temporairement impossible d'afficher le graphique qui aurait dû être présenté ici.

Pour des raisons techniques, il est temporairement impossible d'afficher le graphique qui aurait dû être présenté ici.

## Conséquences

### Rapatriements
Un rapatriement par vol charter de 247 ressortissants taïwanais a lieu le 3 février, bloquées depuis une dizaine de jours par le confinement de la ville de Wuhan. L'ensemble des passagers est placé en quarantaine à leur arrivée, puis soumise à dépistage. Étant donné un différend survenu entre les autorités de Pékin et de Taipei, concernant trois passagers non déclarés dont un précédemment testé positif, les opérations de rapatriement depuis Wuhan vers Taipei sont ensuite suspendues.
Les 19 Taïwanais ayant été confinés sur le Diamond Princess sont évacués le 21 février 2020 sur un vol charter spécialement affrété. Alors qu'ils sont placés en quarantaine conformément à la procédure, leurs bagages ainsi que l'avion ayant permis le rapatriement font également l'objet d'une quarantaine de 14 jours après désinfection. L'opération de désinfection est réalisée par le 33rd Chemical Warfare Group de l'Armée de terre.
Après un mois de négociations, les évacuations de Taïwanais confinés à Wuhan reprennent : 361 sur deux vols les 10 et 11 mars 2020, puis 367 depuis Shanghai les 29 et 30 mars 2020.
Conformément aux directives de la Civil Aeronautics Administration concernant les vols en provenance de Wuhan, la désinfection des passagers, de leurs bagages, de l'avion ainsi que des passerelles de débarquement est mise en place. Le 33e groupe de « guerre chimique » de l'Armée de terre est ainsi déployé en support du corps médical des CDC.
- Rapatriement du 21 février des citoyens taïwanais présents sur le Diamond Princess, après leur mise en quarantaine.

Rapatriement du 21 2 2020- des citoyens taïwanais présents sur le Diamond Princess, après leur mise en quarantaine.
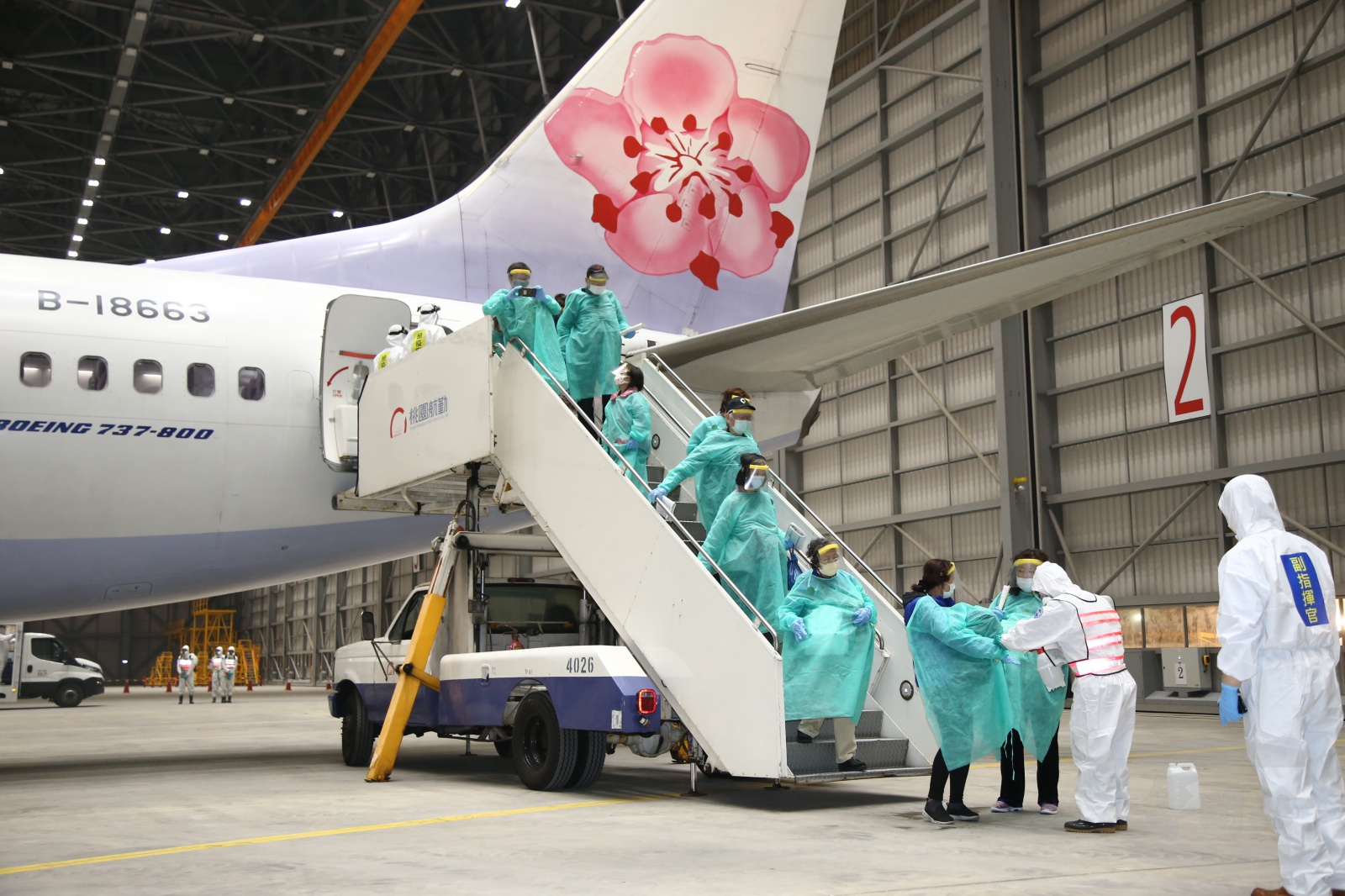
Débarquement des passagers.
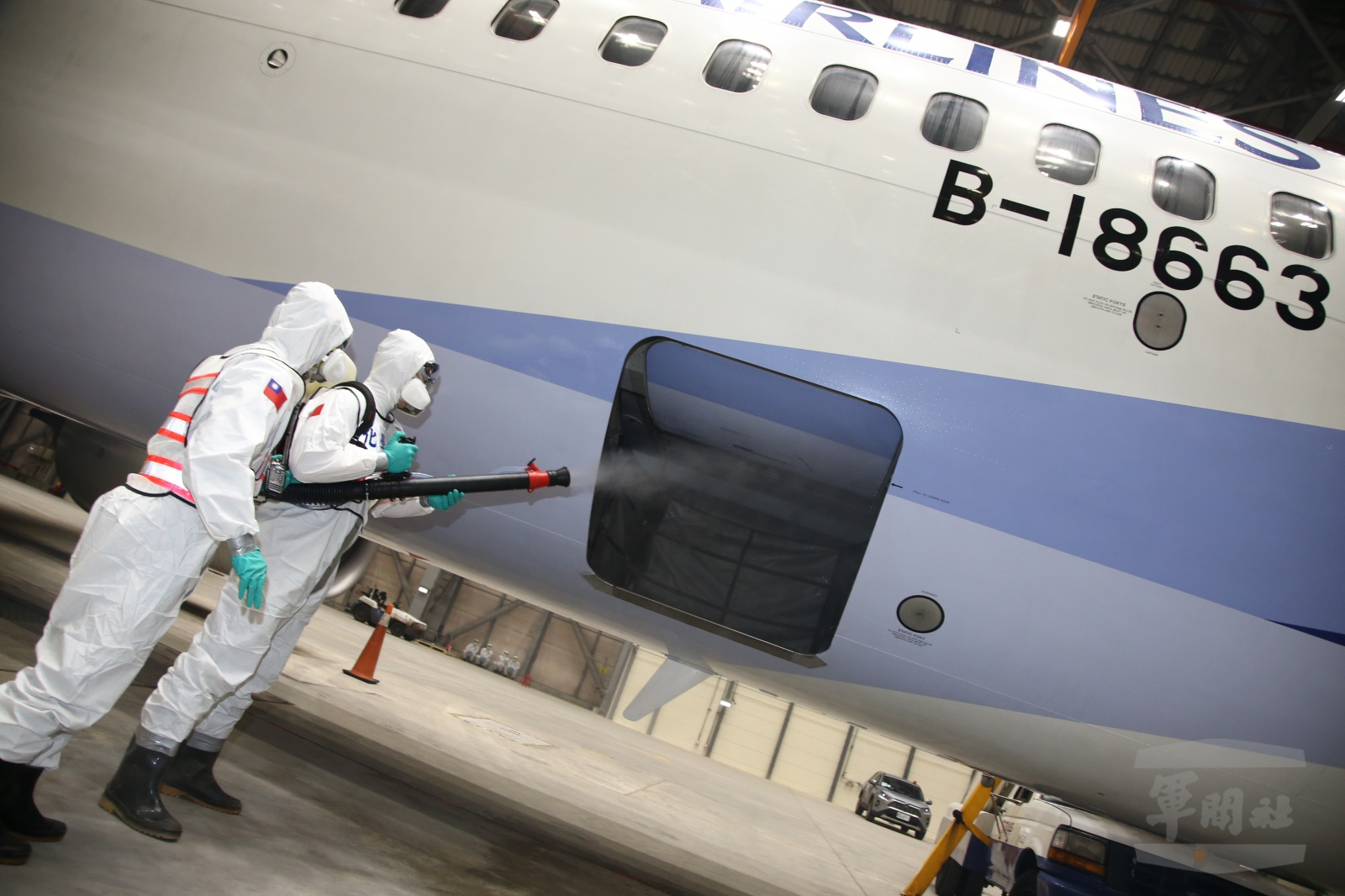
Désinfection de l'avion ayant permis le rapatriement.
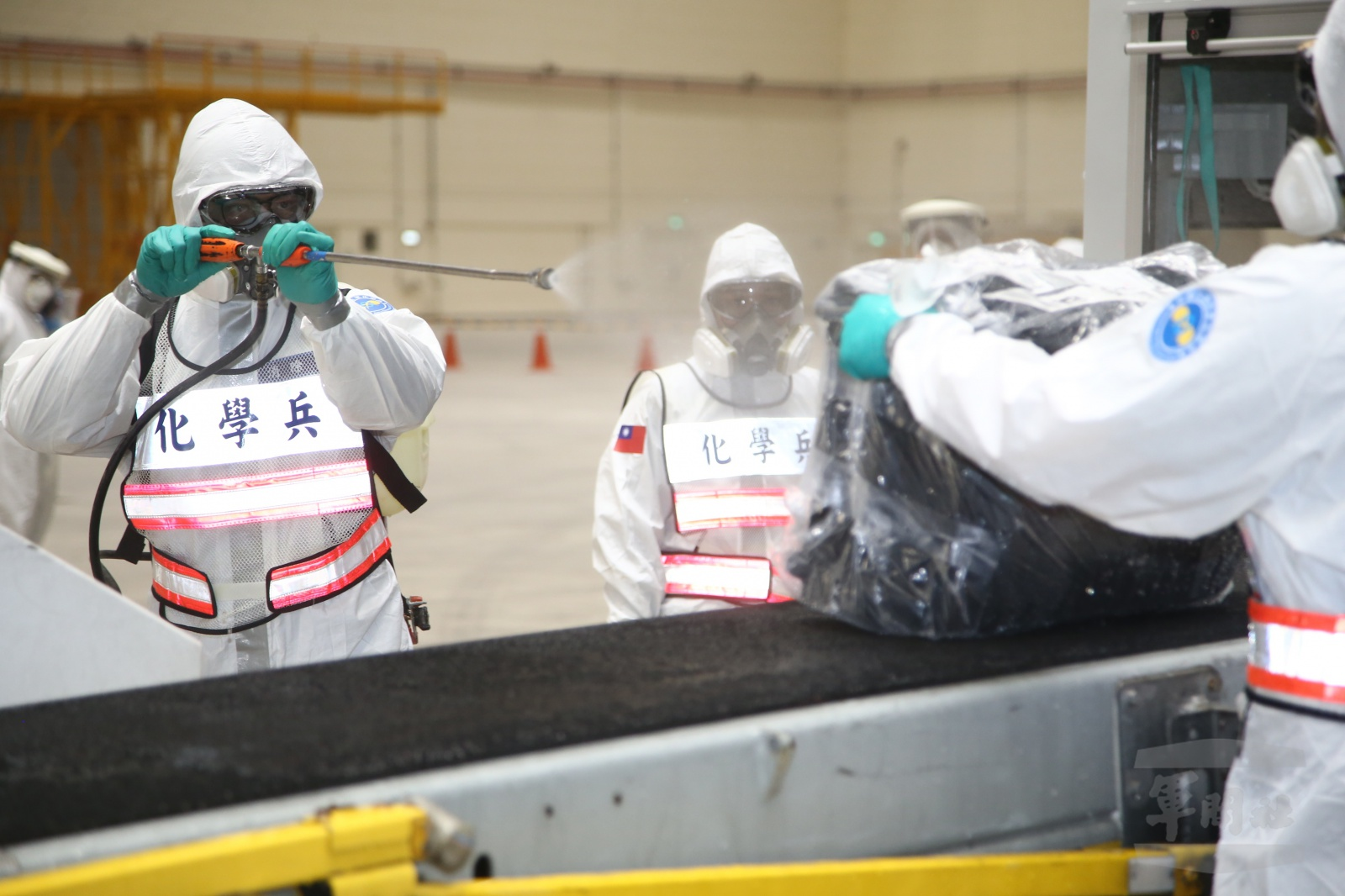
Désinfection des effets personnels des passagers.

### Transports en commun

#### Liaisons internationales aériennes

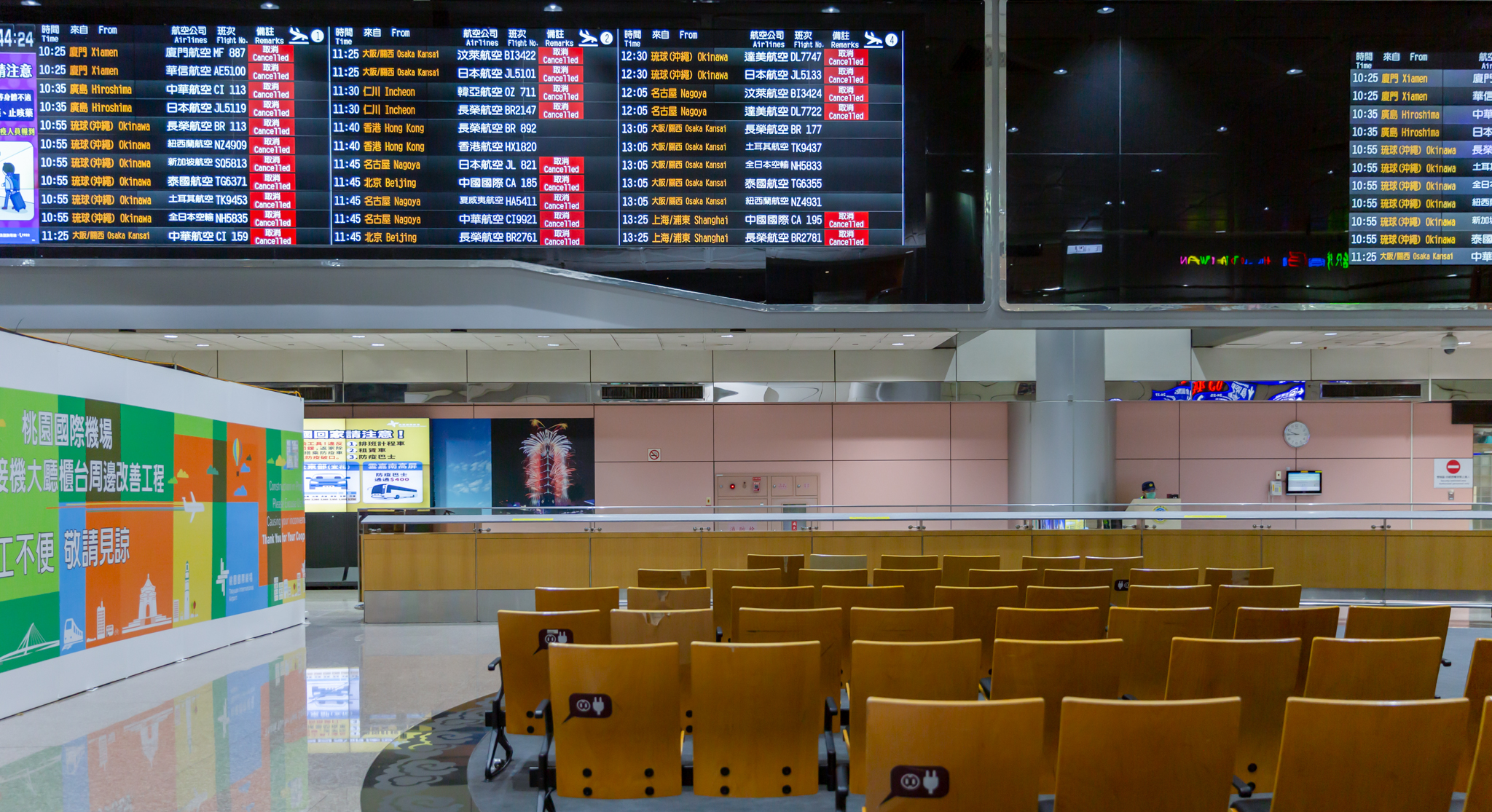
Un des terminaux vides de l'aéroport international de Taoyuan le 7 4 2020- ; le tableau d'affichage indique que la majorité des vols est annulée.

Parmi les premières suspensions de lignes reliant Taïwan au reste du monde, le gouvernement italien annonce très tôt, dès le 1er février, l'interdiction immédiate des vols à destination et en provenance de Chine et de Taïwan, après avoir diagnostiqué ses deux premiers cas. En conséquence, la compagnie taïwanaise EVA Air annule toutes ses liaisons avec la ville de Milan en Italie.
De manière générale, ces suspensions de lignes aériennes combinées ensuite à la fermeture des frontières taïwanaises aux ressortissants étrangers ne disposant pas d'une autorisation d'entrée sur le territoire conduisent à une chute drastique de la fréquentation des aéroports de l'île. Pour exemple, moins de 1 000 passagers entrent quotidiennement à l'aéroport international de Taoyuan près de la capitale, à la mi-avril. Par ailleurs, les compagnies aériennes basées à Taïwan connaissent également une baisse de chiffre d'affaires logique ; néanmoins, la part d'activité de fret connaît un résultat en hausse, étant donné l'augmentation de la demande notamment liée au transport de matériel médical et de prévention. Le coût d'expédition des cargaisons flambe en conséquence avec ce déséquilibre de l'offre et demande ; selon les estimations du marché, un transport entre Taïwan et les États-Unis voit son prix grimper d'entre 33 % et 49 %.
Fin décembre 2020, les liaisons en provenance du Royaume-Uni sont suspendues par les compagnies nationales China Airlines et EVA Air, en réponse à l'apparition locale d'un variant hautement contagieux du virus, alors surnommé « variant britannique ».

#### Liaisons internationales maritimes

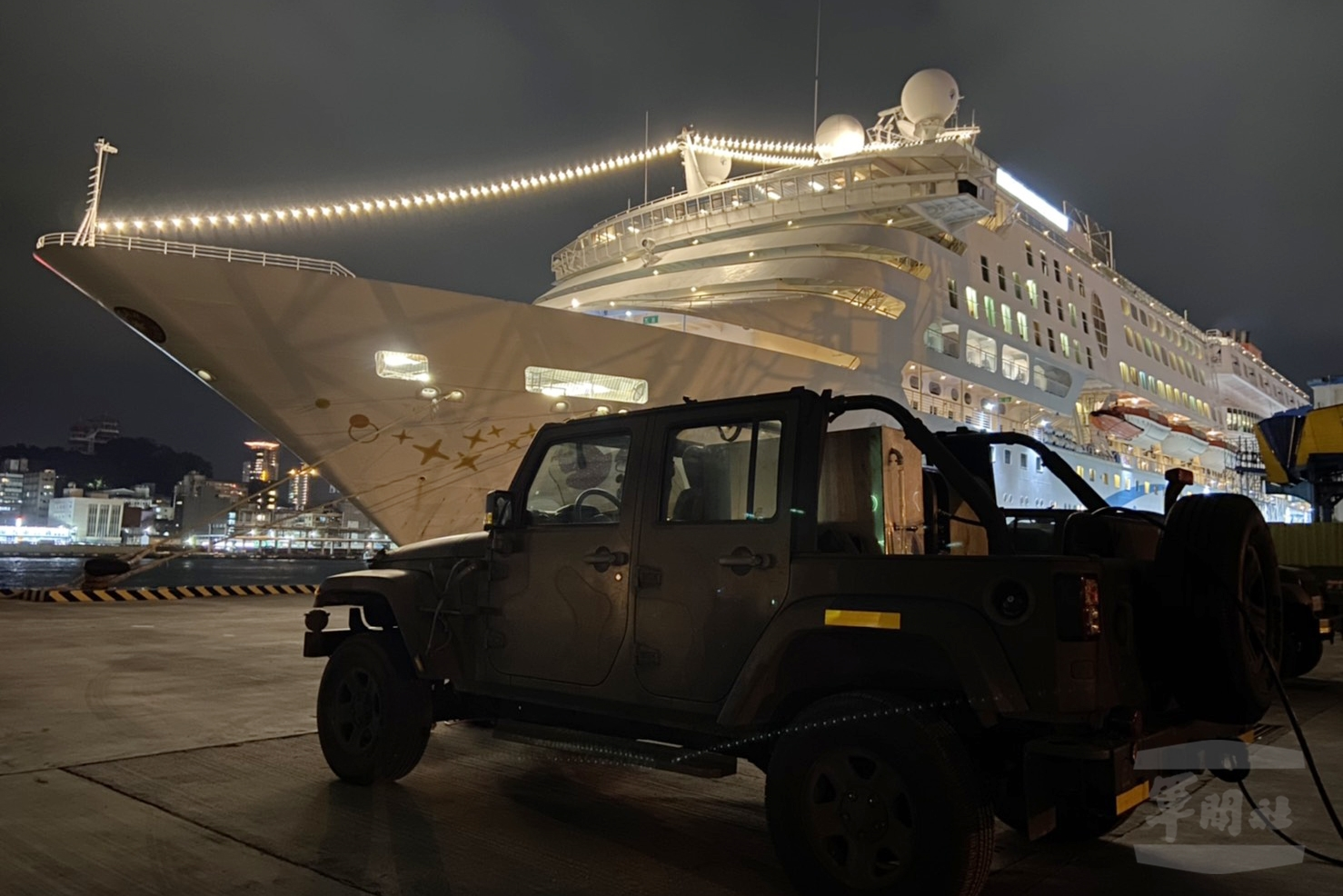
Le SuperStar Aquarius est placé en quarantaine provisoire à son arrivée au port de Keelung, sous la supervision du 33rd Chemical Warfare Group.

Le débarquement des navires de croisière ayant fait escale en Chine continentale, à Hong Kong ou à Macao dans une période de 14 jours, ou ceux ayant transporté des personnes avec un cas avéré ou suspecté de coronavirus dans les 28 jours précédents, sont interdits d'entrée dans les ports taïwanais à partir du 4 février. Cette mesure est officialisée peu après le refus de débarquement notifié au World Dream (en) au port de Kaohsiung le jour même. Le navire avait déjà débarqué la veille dans le nord du pays, à Keelung, mais un rapport des autorités chinoises font entre-temps l'état des lieux de trois cas diagnostiqués sur le navire. Cet événement fait également écho à celui du Diamond Princess débarqué le 31 janvier à Keelung, quelques heures avant la suspicion d'un cas de coronavirus parmi les passagers à bord. Le 6 février, alors que le rapport des autorités japonaises met à jour le nombre de cas positifs parmi les passagers de ce dernier navire, dont un citoyen taïwanais, le CECC déclare la fermeture de ses ports à tout navire de croisière international avec effet immédiat,.
Le lendemain, malgré la fermeture des ports aux navires de croisière internationaux, le SuperStar Aquarius est autorisé à entrer dans le port de Keelung après avoir été refusé au port japonais de Naha lors de son escale précédente. Cette dérogation exceptionnelle est liée au fait qu'environ 90 % des passagers à bord sont Taïwanais. Chaque passager et membre de l'équipage est testé avant d'autoriser un éventuel débarquement.

#### Lignes ferroviaires

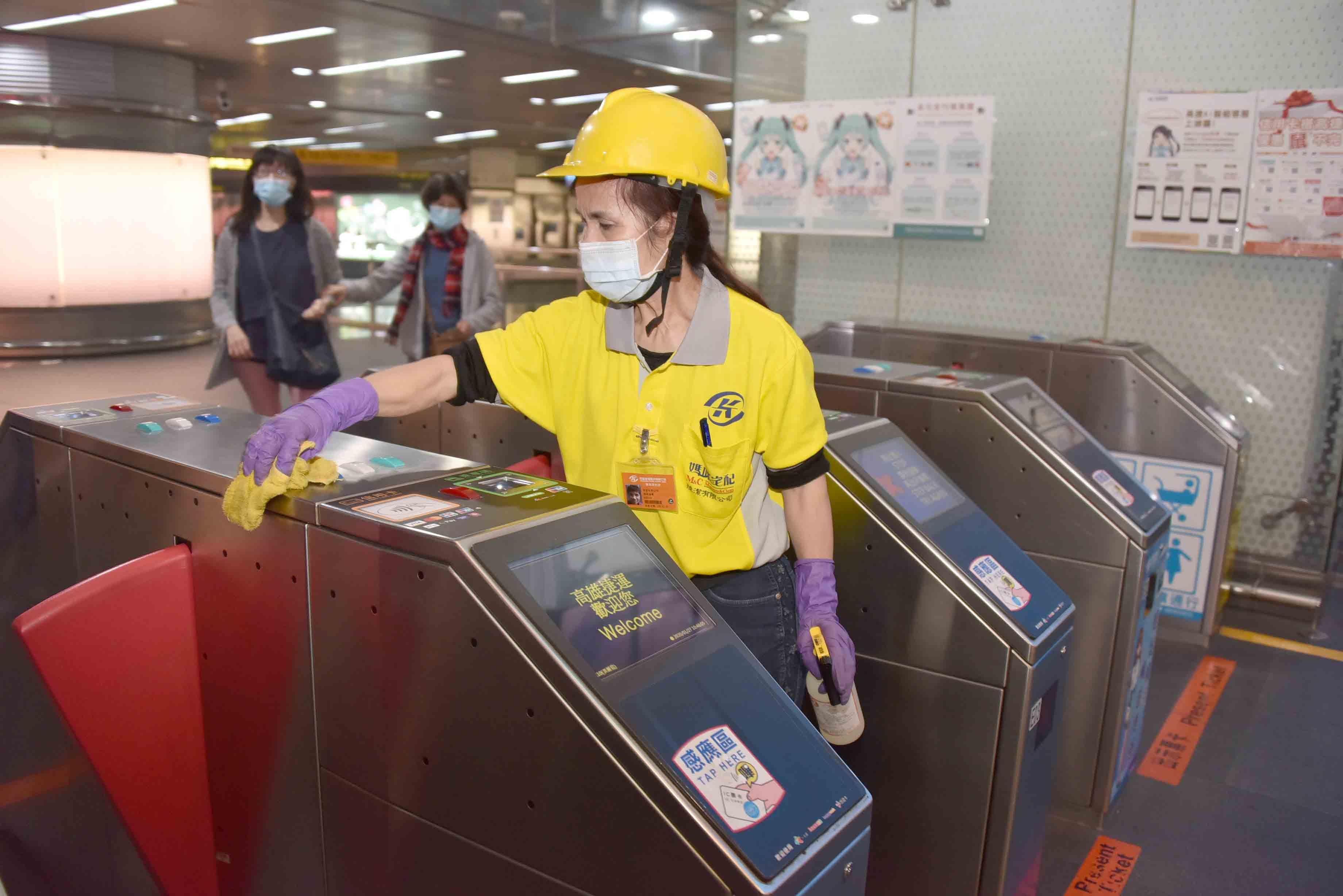
Nettoyage du matériel du métro de Kaohsiung, le 30 1 2020-.

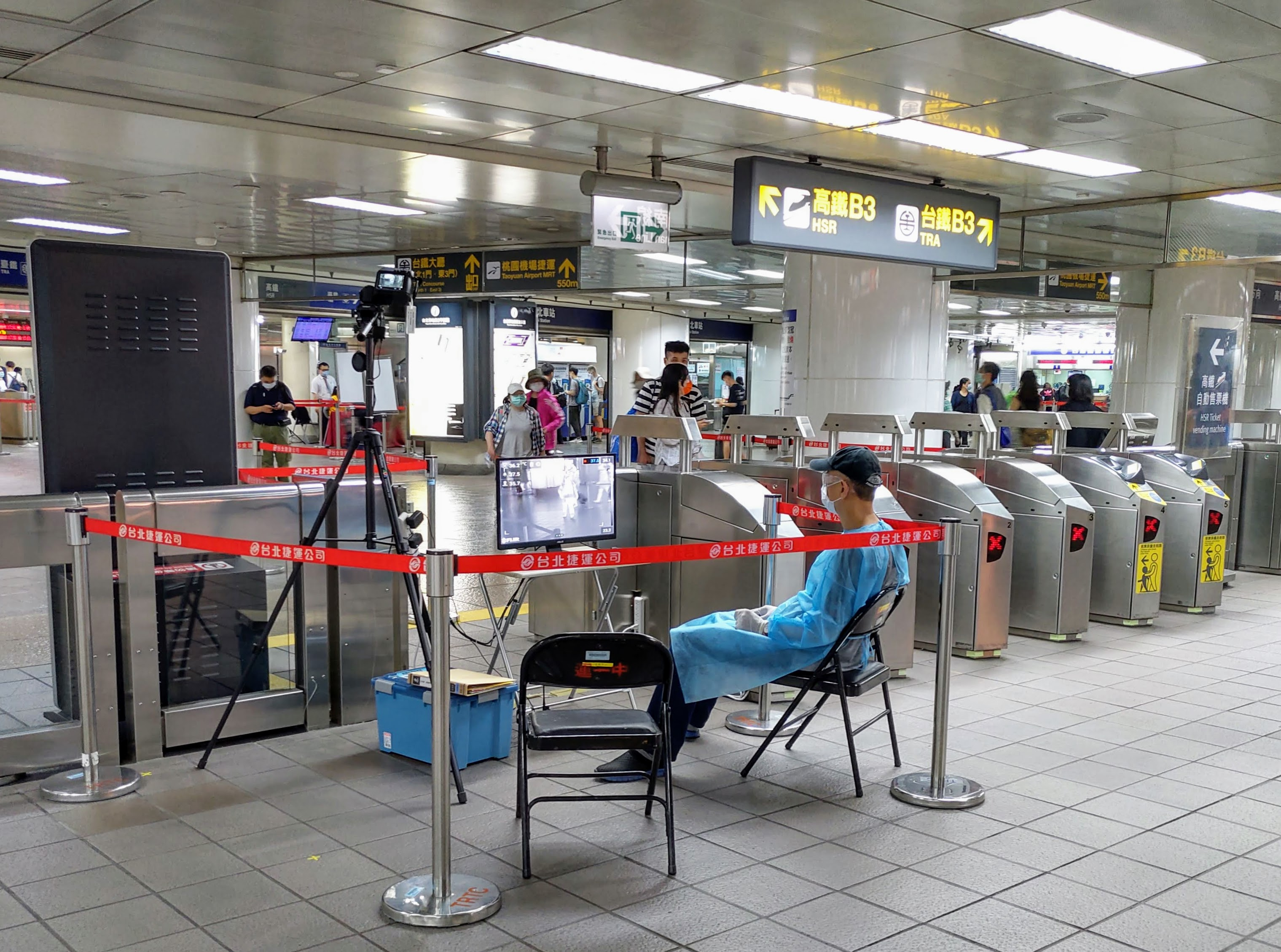
Surveillance de la température des usagers par moyen infrarouge à l'entrée d'une station du métro de Taipei, le 18 4 2020.

Les services publics de la Taiwan Railways Administration (TRA), agence du Ministère des Transports et des Communications, ainsi que ceux de la compagnie gérant la ligne à grande vitesse (THSR) mettent en place des mesures afin d'éviter la propagation de l'infection via les lignes ferroviaires. En temps normal, près de 600 000 trajets sont enregistrés quotidiennement sur le réseau de lignes de la TRA, ainsi que 180 000 sur celui de la THSR.
Une désinfection régulière des rames et des gares ferroviaires est ainsi mise en place. À partir du début du mois de mars, les stations de la THSR sont désinfectées toutes les deux heures tandis que les rames des trains font l'objet d'un nettoyage particulier après chaque journée d'exploitation. La fréquence de désinfection des rames est augmentée à compter de la mi-mars, après chaque fin de service dans l'un des deux terminaux.
Des dispositifs de thermomètres infrarouge sont installés dans plusieurs stations de la TRA, du THSR, et des réseaux de métro afin de contrôler la température corporelle des usagers avant leur entrée dans les stations. Pour tout cas suspect, le personnel réalise une contre-mesure avec un dispositif manuel ; en général, tout passager dont la température excède les 38 °C sera invité à ne pas emprunter les lignes ferroviaires,,.
La pandémie affecte l'économie ferroviaire et voit le nombre de passagers décroître. Le THSR adapte ainsi ses services et réduit le nombre de voyages en conséquence de la mi-avril à la mi-juin,.
Dans le courant de la mesure mise en place par le CECC le 3 avril obligeant le port du masque dans les transports en commun, parfois désignée sous le slogan populaire « no mask, no ride » (en français « pas de masque, pas de voyage »), les services du TRA et du THSR encouragent la pratique de distanciation physique et stoppent la vente de repas à bord de leurs rames ainsi que la distribution de magazine afin de réduire les risques de contagion par contact ; suspendue au mois de juin, l'interdiction de manger ou de boire dans un train est rétablie au mois de janvier 2021 avec la résurgence des contagions dans le nord de l'île ainsi qu'en prévision des flux humains liés au Nouvel An chinois.
Afin de limiter des mouvements de population trop importants lors des périodes de congés telles celles de Qing Ming ou de la fête du Travail, les services de la ligne ferroviaire à grande vitesse restreignent pendant ces périodes l'accès à ses services aux seuls passagers ayant réservé un voyage à l'avance, et ne permettent pas l'achat d'un titre de transport à bord,.

### Événements publics

#### Événements culturels
De nombreuses manifestations culturelles sont suspendues ou annulées sur le territoire taïwanais, notamment à la suite des recommandations du CECC consistant à limiter les rassemblements autant en espace confiné ou en plein air,.
Les festivités de Qing Ming aussi appelées journée nationale de nettoyage des tombes, autour du 4 et 5 avril, sont perturbées par les mesures de restriction de rassemblement. Alors qu'elles donnent régulièrement lieux à des grands rassemblements familiaux, parfois jusqu'à 10 000 personnes pour les célébrations renommées du clan Taoyuan Yeh, les manifestations organisées sont annulées et l'accès aux cimetières et columbariums est interdit. La pratique consistant à se recueillir sur des portails en ligne, déjà en vigueur depuis quelques années, se développe fortement cette année. De manière similaire, les célébrations bouddhistes de la fête traditionnelle de l'anniversaire de Bouddha, se déroulant cette année le 30 avril, innovent également en organisant des cérémonies en ligne, offrant ainsi une alternative aux rassemblements massifs de fidèles tel celui se tenant usuellement sur la place de la Liberté dans la capitale.
À la suite de la situation sanitaire évolutive pour la fin de l'année 2020, avec la détection de cas liés au variant Alpha du virus, les règles bordant les festivités du Nouvel An sont ajustées : notamment, les gouvernements locaux de Chiayi, Kaohsiung, Keelung, Taichung, Tainan, et Taoyuan ferment l'accès au public au profit d'une diffusion vidéo mise à disposition en ligne ; dans la capitale Taipei, la place de l'hôtel de ville avec vue sur le feu d'artifice de Taipei 101 n'est accessible qu'à 40 000 individus, contre le quota initial de 80 000 ; la cérémonie de lever du drapeau du Palais présidentiel est elle aussi fermée au public,,.
Quelques semaines plus tard, la déclaration d'un foyer de contagion au sein de l'hôpital général de Taoyuan entraîne l'annulation de plusieurs événements à travers l'île, tels la Fête des lanternes nationale pour la 1re fois de son histoire, ainsi que la Foire internationale du livre de Taipei.

#### Événements sportifs
Plusieurs compétitions sportives taïwanaises sont suspendues ou annulées en accord avec les mesures sanitaires de lutte contre l'épidémie. Entre autres, l'ASEAN Basketball League, ligue professionnelle de basket-ball regroupant des équipes de Taïwan, Hong Kong, Macao et divers États d'Asie du Sud-Est, est suspendue après plusieurs reports au mois de février. Néanmoins, alors que la plupart des championnats nationaux de basket-ball sont également perturbés comme en Chine, en Corée du Sud et au Japon, le championnat taïwanais n'est pas interrompu et réorganise son fonctionnement en conséquence. Tandis que toutes les enceintes sportives publiques sont fermées par le gouvernement et que des rassemblements publics en espace confiné sont restreints à 100 personnes à la mi-mars, l'ensemble des rencontres des cinq équipes sont relocalisées dans un lieu unique, le centre d'entraînement Hao Yu de Nouveau Taipei, et sont disputées à huis clos. L'accès est limité aux joueurs, au personnel sportif des clubs, aux officiels des clubs et de la ligue, ainsi qu'aux cadreurs et journalistes sportifs, mais permis uniquement après avoir vérifié que la température corporelle de chacun soit inférieure à 37,5 °C. Pendant les matchs, les high five sont prohibés et chaque joueur doit se désinfecter les mains avec des solutions hydroalcooliques à chaque remplacement, temps mort et mi-temps,.

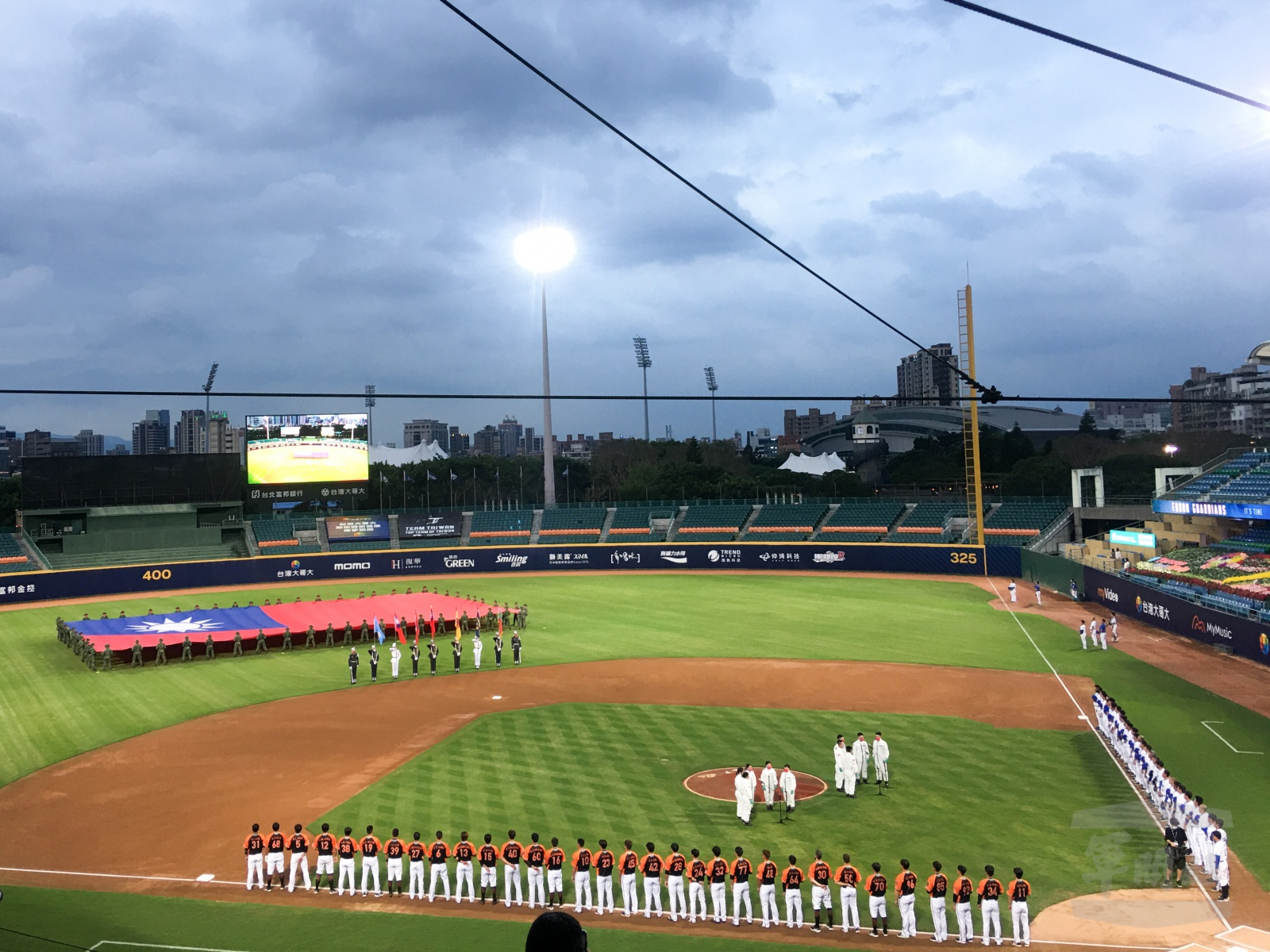
Les rencontres de baseball professionnel sont toujours disputées pendant la pandémie, en appliquant les mesures de prévention sanitaire. Ici le 8 5 2020-, l'avant-match met à l'honneur le personnel militaire œuvrant dans la lutte sanitaire.

Parmi les compétitions qui doivent se tenir après l'apparition de l'épidémie de Covid-19, deux d'entre elles font figure d'exception. La Ligue chinoise professionnelle de baseball, compétition de haut niveau du sport national qui doit s'ouvrir le 11 avril après deux reports consécutifs, n'est pas stoppée mais doit se disputer à huis clos, l'accès à l'enceinte des installations sportives étant limité à 200 personnes réparties entre les joueurs et autres officiels des clubs, les tenants des stades et les représentants des médias,. Le championnat national est alors la seule ligue professionnelle de baseball à se disputer dans le monde. Au mois de mai, un aménagement approuvé par le CECC permet d'ouvrir les enceintes sportives de baseball à un nombre limité de spectateurs, mais toujours dans le respect des règles de précaution sanitaire.
Par ailleurs, les championnats de football, autant en catégorie masculine que féminine, reprennent à la même période, également à huis clos ; Taïwan est ainsi un des très rares pays où se dispute le championnat national de football.
Alors que le niveau de la pandémie ralentit sur le territoire taïwanais et que de premiers assouplissements des restrictions sanitaires ont eu lieu, le CECC donne son accord pour la tenue de futurs événements sportifs, notamment l'Open de Taïwan, tournoi international de badminton planifié au mois de septembre 2020,.

## Controverses
Étant donné que Taïwan n'est pas reconnue en tant que membre de l'Organisation mondiale de la santé, elle n'est pas soutenue dans ses mesures par cette dernière. En effet, le statut de membre à l'OMS de la république de Chine a été perdu en 1972, date à laquelle il a été transféré à la république populaire de Chine. Pendant quelques années, un compromis politique est établi, Taïwan bénéficiant ainsi du statut d'observateur à partir de 2009, date à laquelle les relations diplomatiques entre Pékin et Taipei se sont améliorées ; ce statut est perdu en 2016 à la demande de la Chine, coïncidant avec l'élection de Tsai Ing-wen à la présidence de Taïwan, dont le parti est réputé « pro-indépendance »,.
Les échanges entre l'instance mondiale et celles de Taïwan restent par ailleurs bridés. Le 31 décembre, alors que plusieurs cas suspects de pneumonie sont répertoriés à Wuhan, les demandes d'informations à l'OMS de la part des Centres taïwanais de contrôle des maladies restent sans réponses,. Plus tard, malgré les premières notifications des CDC taïwanais vers l'OMS au début du mois de janvier, communicant leurs analyses concernant le mode de transmission du virus d'être humain à être humain, l'OMS ne fera des déclarations à ce sujet qu'à partir du 22 janvier, soit deux jours après le CDC chinois,.
Cette confusion conduit parfois à des mesures internationales englobant à la fois les territoires de la Chine continentale, de Hong Kong, de Macao et de Taïwan alors que leurs niveaux d'évolution de la pandémie sont significativement différents. Pour exemple, lorsque des pays ont fermé début février leurs aéroports aux vols commerciaux provenant de Chine continentale, la mesure sanitaire a été parfois de fait étendue à ceux provenant de Taïwan, entre autres de la part de l'Italie,, des Philippines et du Viêt Nam,. Cette confusion pourrait provenir des rapports de l'OMS, sur lesquels le bilan des cas confirmés en Chine inclut le détail de « [ceux confirmés] dans la RAS de Hong Kong, la RAS de Macao et à Taipei »,.
À l'échelle nationale, l'exclusion par l'OMS du territoire taïwanais du reste de la scène internationale renforce le sentiment de mobilisation générale de la population taïwanaise, ces derniers jugeant « qu'ils ont si bien réussi parce qu’ils n'étaient pas membres de l'OMS ».
En réaction aux revendications taïwanaises d'un retour à son statut d'observateur, l'OMS ne se positionne pas, et répond officiellement que la question de son inclusion ne relève pas de ses qualifications, mais incombe à ses États membres,. Début mai, l'ensemble des alliés diplomatiques de Taïwan écrivent à l'OMS, tandis que l'Allemagne, l'Australie, le Canada, les États-Unis, la France, la Grande-Bretagne, le Japon, la Nouvelle-Zélande font de même d'une voix commune, afin de demander à l'instance internationale de reconsidérer la question. Une telle procédure permettrait aux autorités sanitaires taïwanaises de partager leur expérience, en tant qu'observateur non étatique, lors de la 72e assemblée mondiale de la santé se tenant à Genève du 20 au 28 mai,,,. La Chine, par l'intermédiaire du porte-parole de son ministère des Affaires étrangères Zhao Lijian, fait alors part de son opposition, selon son principe d'une seule Chine,. Lors de la première journée de l'Assemblée, plusieurs membres de l'OMS réitèrent leur appel lors de leur allocution de deux minutes, soulignant la nécessité de bénéficier de l'expérience taïwanaise. En fin de compte, il est collégialement décidé de reporter cette question lors d'une prochaine session, afin de concentrer les débats sur celles concernant spécifiquement la pandémie.